# Biserica de lemn din Teleormanu-Groșeni

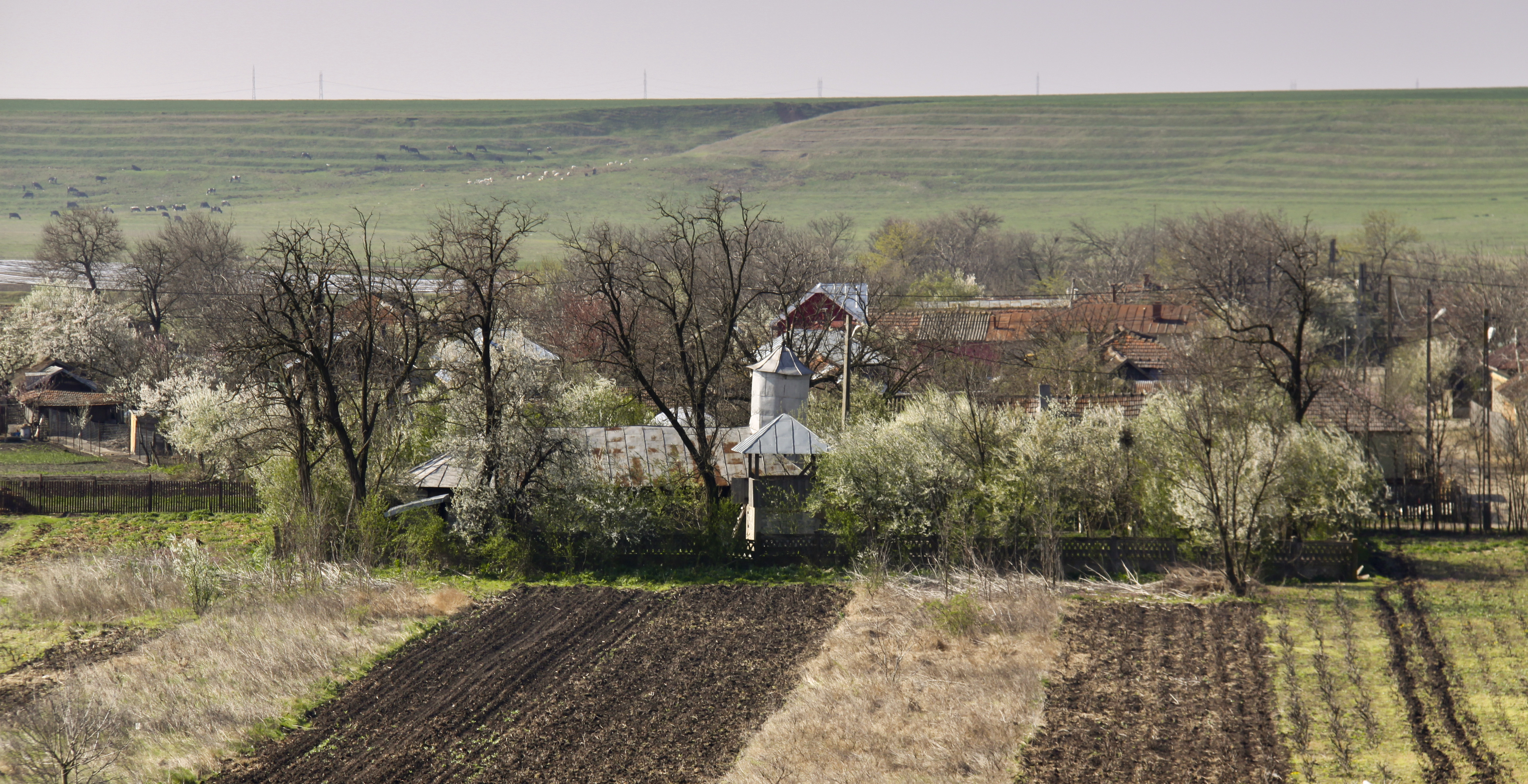
Biserica de lemn din Teleormanu-Groseni, județul Teleorman. Foto: aprilie 2011

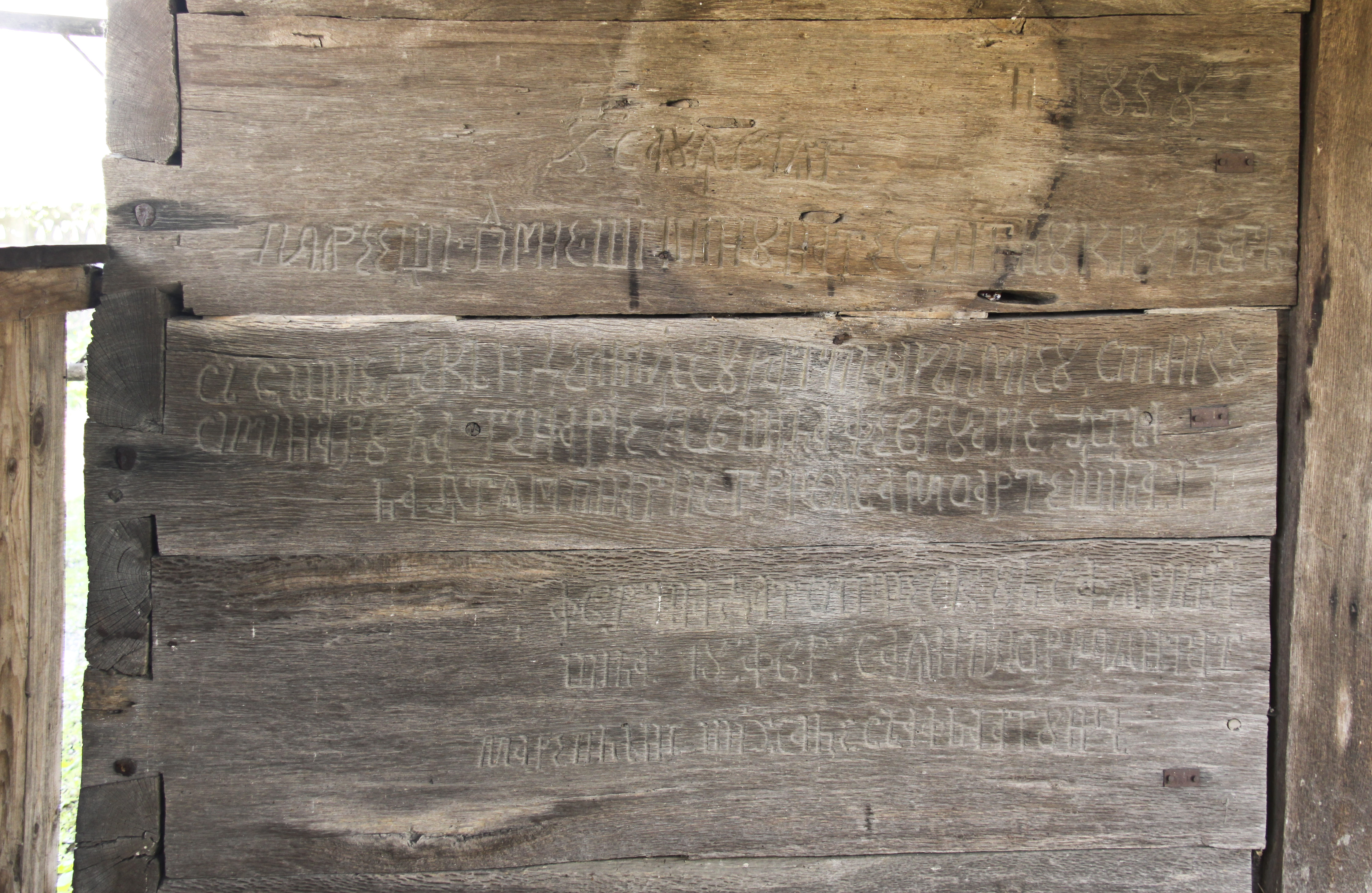
Însemnările de la 1858, lângă intrare, surprind drama familiei preotului ce slujea în această biserică la acea vreme. Foto: aprilie 2011

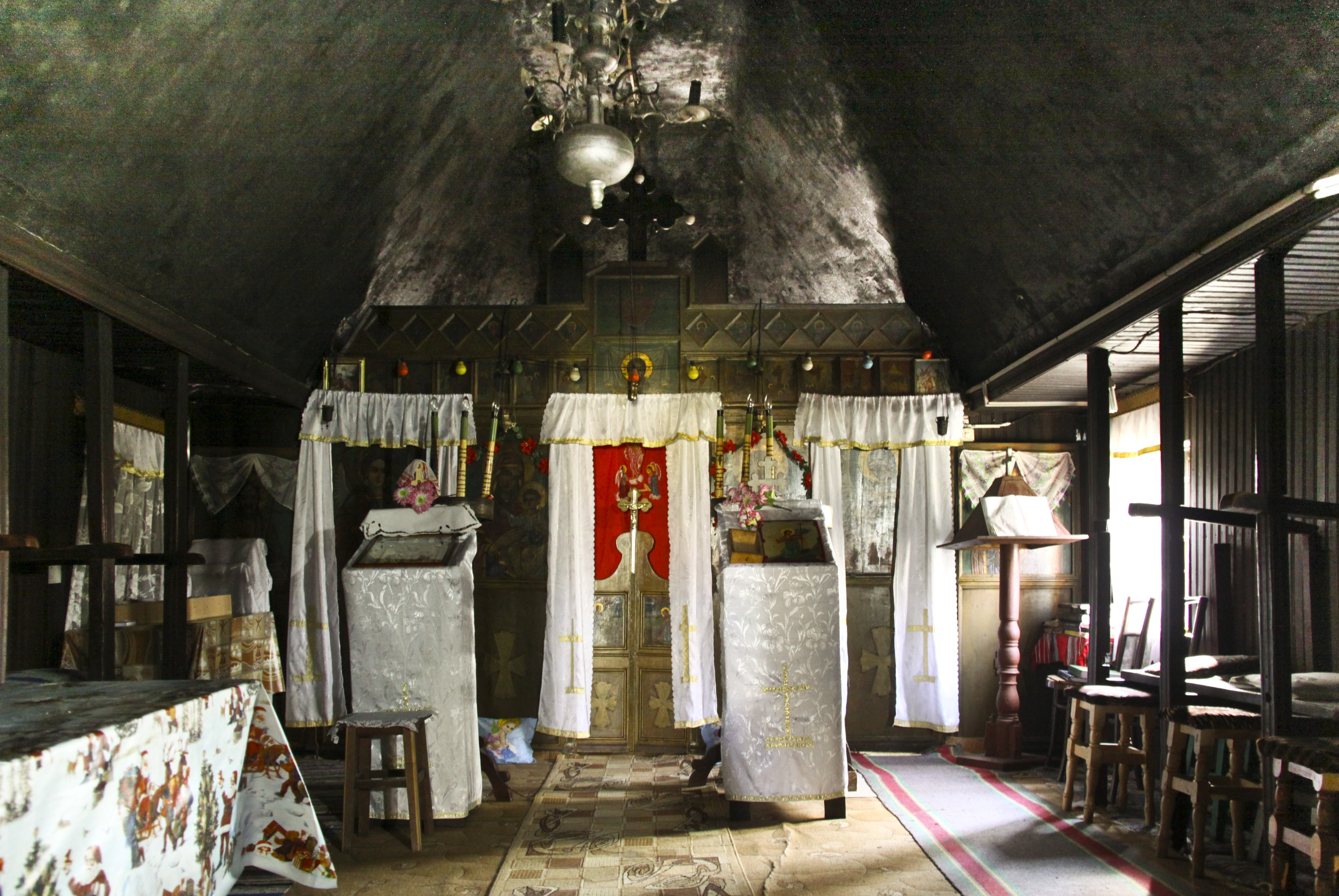
Naosul, vedere spre iconostas. Foto: aprilie 2011

Biserica de lemn din Teleormanu-Groseni se află în cătunul Groseni, localitatea Teleormanu din comuna Mârzănești, județul Teleorman și poartă hramul „Sfântul Nicolae”. Momentul ridicării lăcașului nu se cunoaște, însă construcția este antedatată de inscripții din anii 1800 și 1815. Biserica din Groseni este una dintre multele biserici călătoare din zonă, fiind adusă înainte de anul 1864 din cătunul Hârlești, astăzi cuprins în localitatea Depărați. Se remarcă prin structura pereților originali, prinși în cuie de fier, prin stâlpii sculptați de la pridvor și roata de moară așezată la intrare. Însemnările din secolul 19 din pridvor constituie izvoare documentare locale ce ridică valoarea lăcașului. În cimitir se mai păstrează câteva frumoase cruci de piatră de secol 19 și o clopotniță de lemn. Biserica este înscrisă pe noua listă a monumentelor istorice, LMI 2004:  TR-II-m-A-14478.

## Istoric
După tradiția locală, biserica de lemn este una călătoare, fiind adusă din sătucul Hârlești, cuprins în localitatea Depărați. Vechimea ei este necunoscută. Pe stâlpul drept, la intrare în pridvor, se poate citi în chirilice anul „1815”. Pe stâlpul din stânga este scrijelit „18”, care poate fi forma prescurtată a anului 1800. Acești ani antedatează construcția, care, după structura lemnului, pare a fi mult mai veche. 
Din vremea în care biserica încă se afla pe locul ei inițial, în Hârlești, se păstrează două însemnări lungi pe peretele de la intrare. La stânga intrării, textul în română, scris cu chirilice, se poate citi astfel: „Leat 1858 I[isus] H[ristos] sau înviat”, dedesupt: „Mare ești Dumne[zeule] și m[i]nunate sănt lucrurile tale”, în continuare: „Să să știe de cănd l-am însurat pă fiiul mieu Stancu. Săminaru la ghenarie 26 și la februarie întăi la întiampinat negricioasa moarte și la 17 f[e]vr[uarie] șia dat opștescul sfiarșit și la 18 f[e]vr[uarie] sa înmormiantat. Mare plăns și jale să afla atunci”. În dreapta ușii se poate citi astfel: „Să se știe de căndu m-am [fă]cut preot 1858 mai 3, P[o]pa Gheorghe”. 
Biserica a supraviețuit înlocuirii ei cu o biserică de zid, datorită mutării într-o altă localitate. Tradiția din Groseni, consemnată în istoricul bisericii păstrat în altar, transmite informația aducerii ei cu carele din Hârlești, sat cuprins acum în localitatea Depărați, la circa 41 km depărtare, spre nord, și reconstruirea ei pe locul de acum, în jurul sau înainte de 1864. Este posibil ca turnul de peste tindă să fi fost adăugat cu această ocazie. 
Supraînălțarea bisericii s-a făcut odată cu refacerea bolții interioare cu scopul de a mării volumul interior și a face loc unui iconostas nou, mai înalt. Structura bolții, din șipci tăiate rectangular pe toate fețele, denotă o epocă mai nouă. Tencuirea interioară pe șipci sugerează începutul secolului 20. Istoricul bisericii reține o înlocuire a vechilui acoperiș șindrilit cu carton gudronat la anul 1906, schimbarea învelitorii acoperișului putând fi cauzată tocmai de înălțarea bisericii și de refacerea structurii acoperișului. Tot atunci, probabil, a fost demolat peretele interior dintre bărbați și femei, iar pereții interiori au fost îmbrăcați cu scândură și vopsiți. 
La anul 1936 este înregistrată o refacere a picturii de pe noul iconostas și o schimbare a mobilierului. Învelișul de carton gudronat a fost succedat de cel de tablă, lucrat în anul 1952.

## Trăsături
În formele ei principale, biserica este rezultatul mai multor intervenții, care adaugă formelor arhaice, accente de modernitate precum supraînălțarea pereților și a încăperilor interioare, apariția turnului, schimbarea învelitorii, lărgirea ferestrelor, ș.a.
De la vest la est, biserica este împărțită în cele patru încăperi tradiționale: pridvor semideschis, tindă, naos și altar. Această biserică prezintă un plan întâlnit mai des în Muntenia centrală, cu pronaos mai îngust decât naosul. Altarul este și el mai îngust și terminat poligonal, în cinci laturi. Trecerea dinspre tindă și naos este marcată de doi stâlpi, care înlocuiesc vechiul perete plin ce a fost cândva demolat. Iconostasul este secundar și are trei uși. Încăperile sunt luminate de un număr redus de ferestre, mult mărite într-o fază ulterioară.
Structura originală este ridicată din bârne crepate în două și fasonate. Bârnele sunt încheiate la capete în cheotori netede, în coadă de rândunică. Cheotorile sunt întărite ulterior, probabil de la mutarea construcției, cu cuie lungi de fier. Bârnele din perete, destul de subțiri și de aceea expuse la deformări, sunt întărite din loc în loc cu cepuri groase. 
Vechea structură este supraînălțată de jur împrejur, circa 60 cm. Acest element nou și slab al structurii, construit dintr-o ramă de grinzi îmbrăcată cu scânduri, a apărut odată cu înălțarea bolții interioare. Aceasta din urmă este la rândul ei adaptată iconostasului cu crucea înaltă de pe el. Bolta are o formă simplificată, prismatică, ce se întinde din naos până în altar. Tinda este tăvănită pe sub turn. Turnul este și el secundar, și a primit forma octogonală, fiind încheiat cu un mic coif.  
Din punct de vedere artistic, se remarcă în principal formele sobre, aproape lipsite de orice ornament. Doar trei dintre stâlpii pridvorului mai păstrează ciopliturile originale, cu o tratare decorativă minimală dar nu lipsită de efect. Intrarea nu își mai păstrează dimensiunile și trăsăturile inițiale. 

## Imagini din exterior

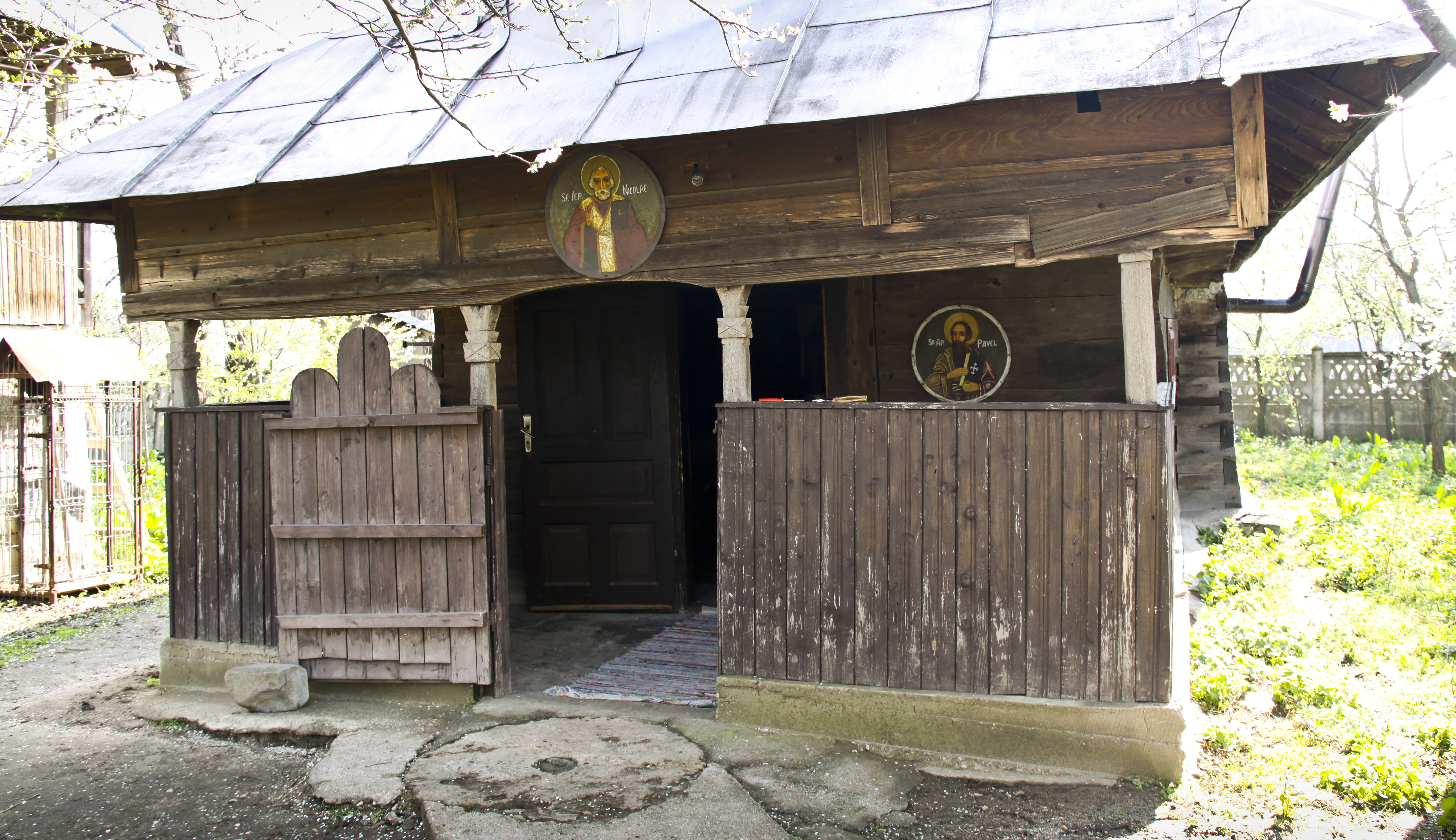
la intrare
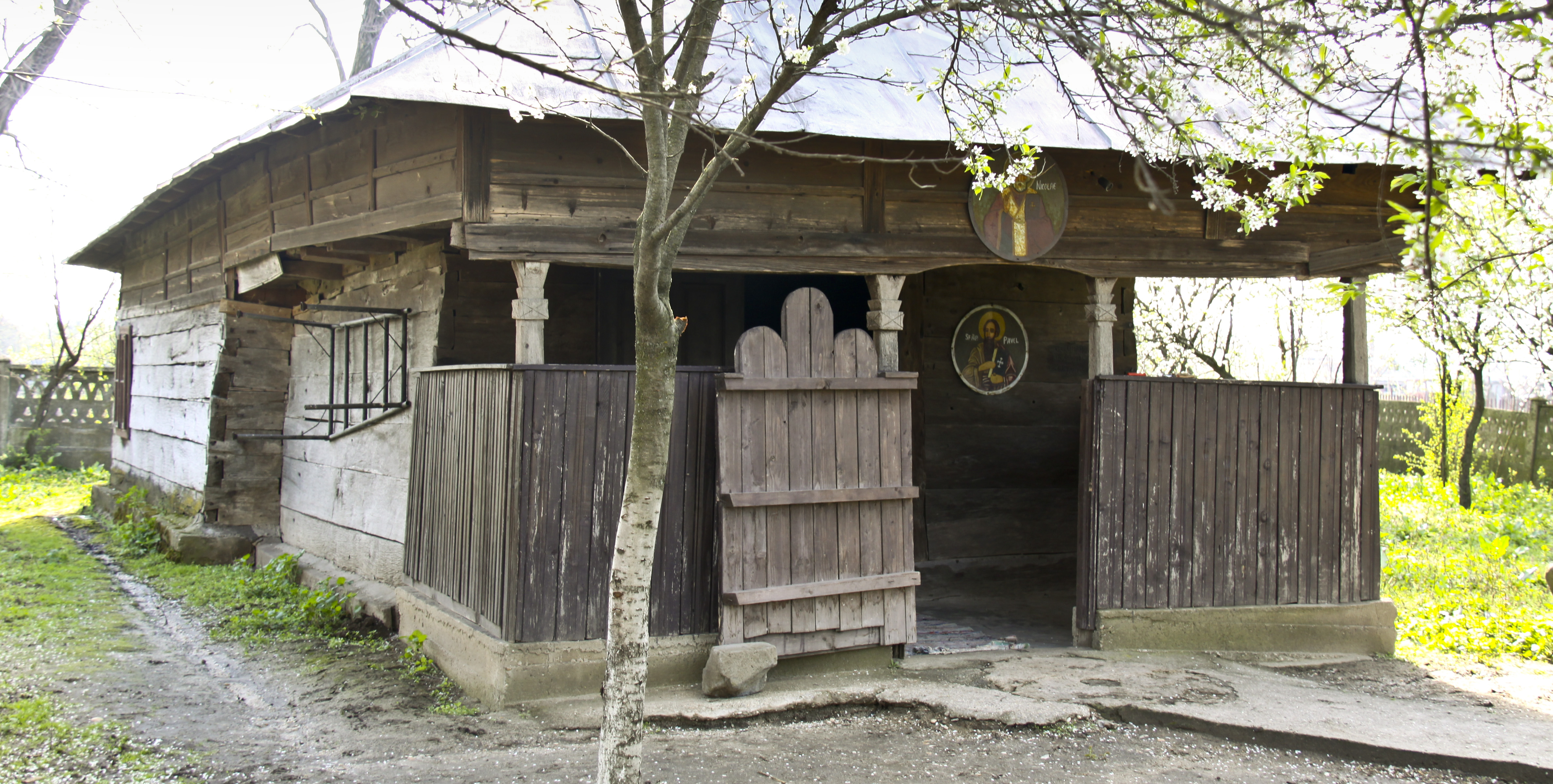
nord-vest
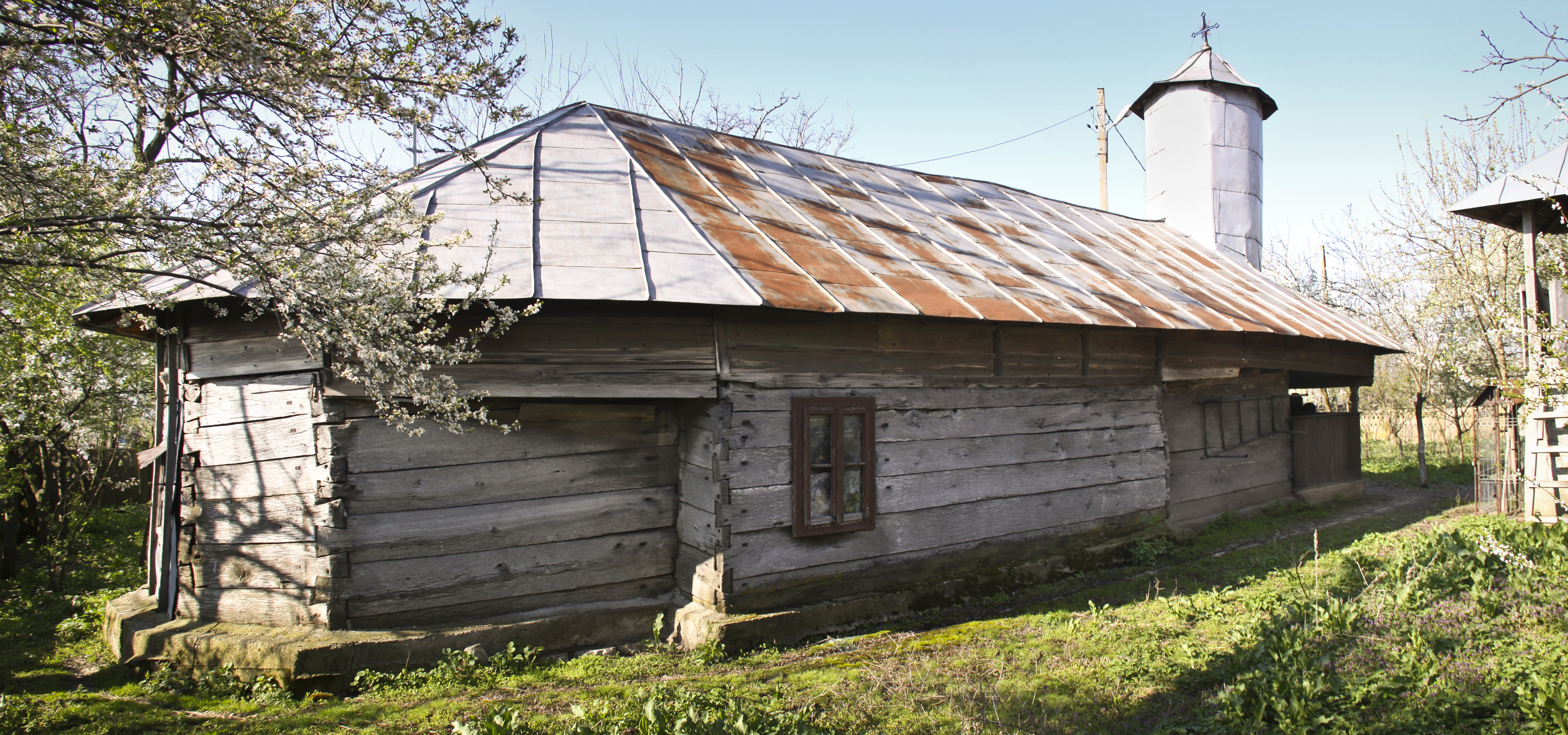
nord
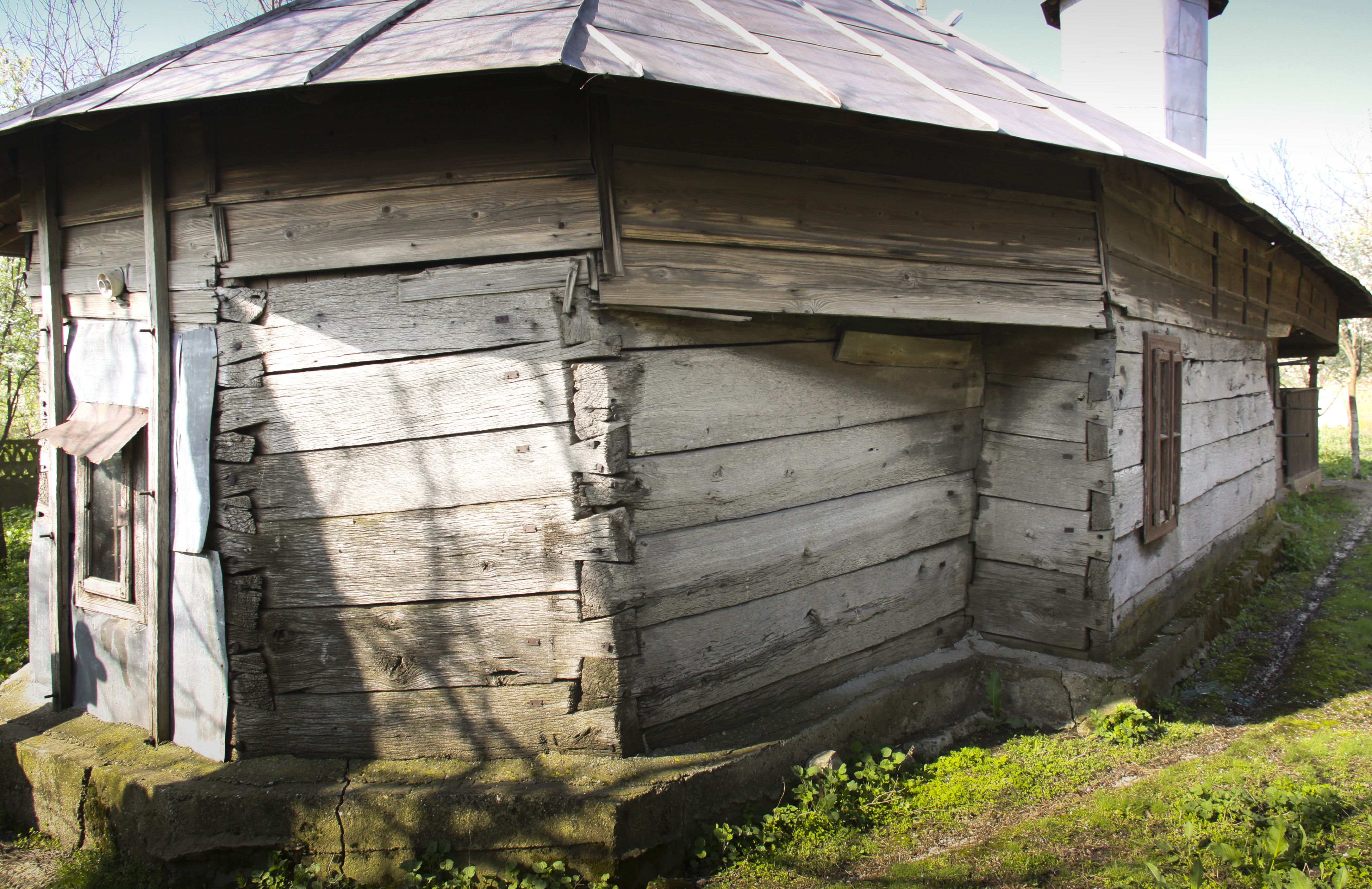
nord-est
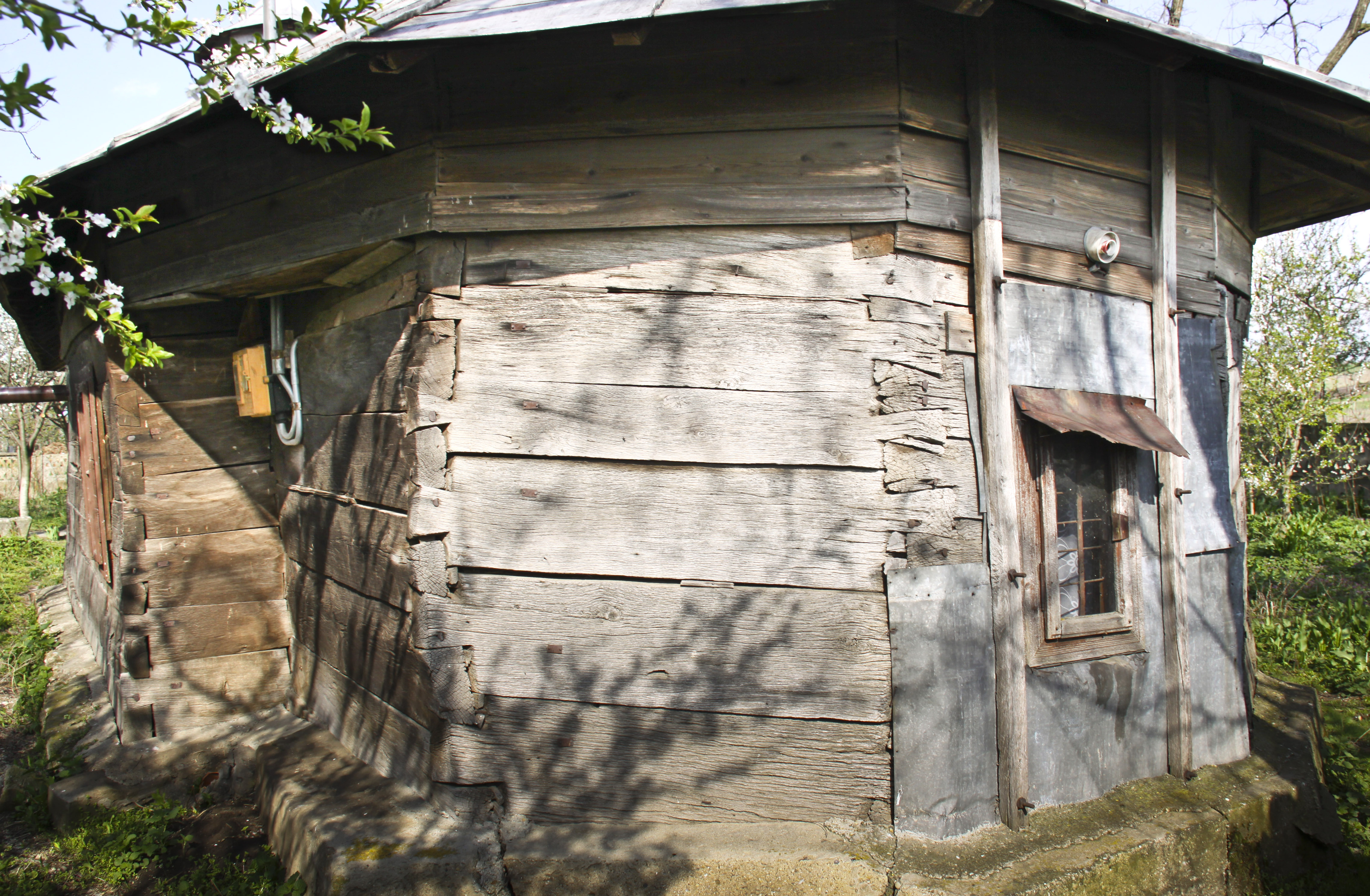
sud-est
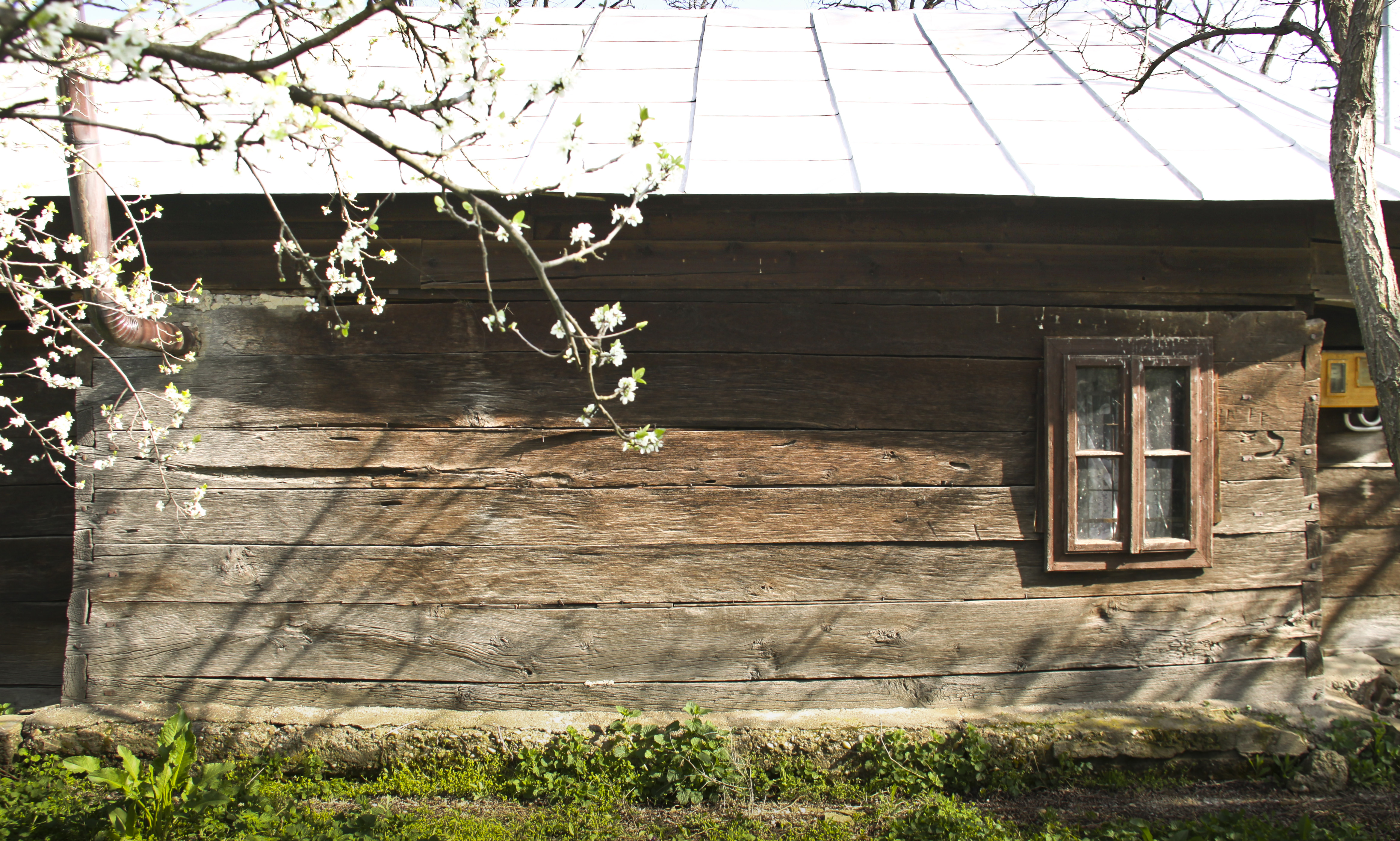
naos, sud
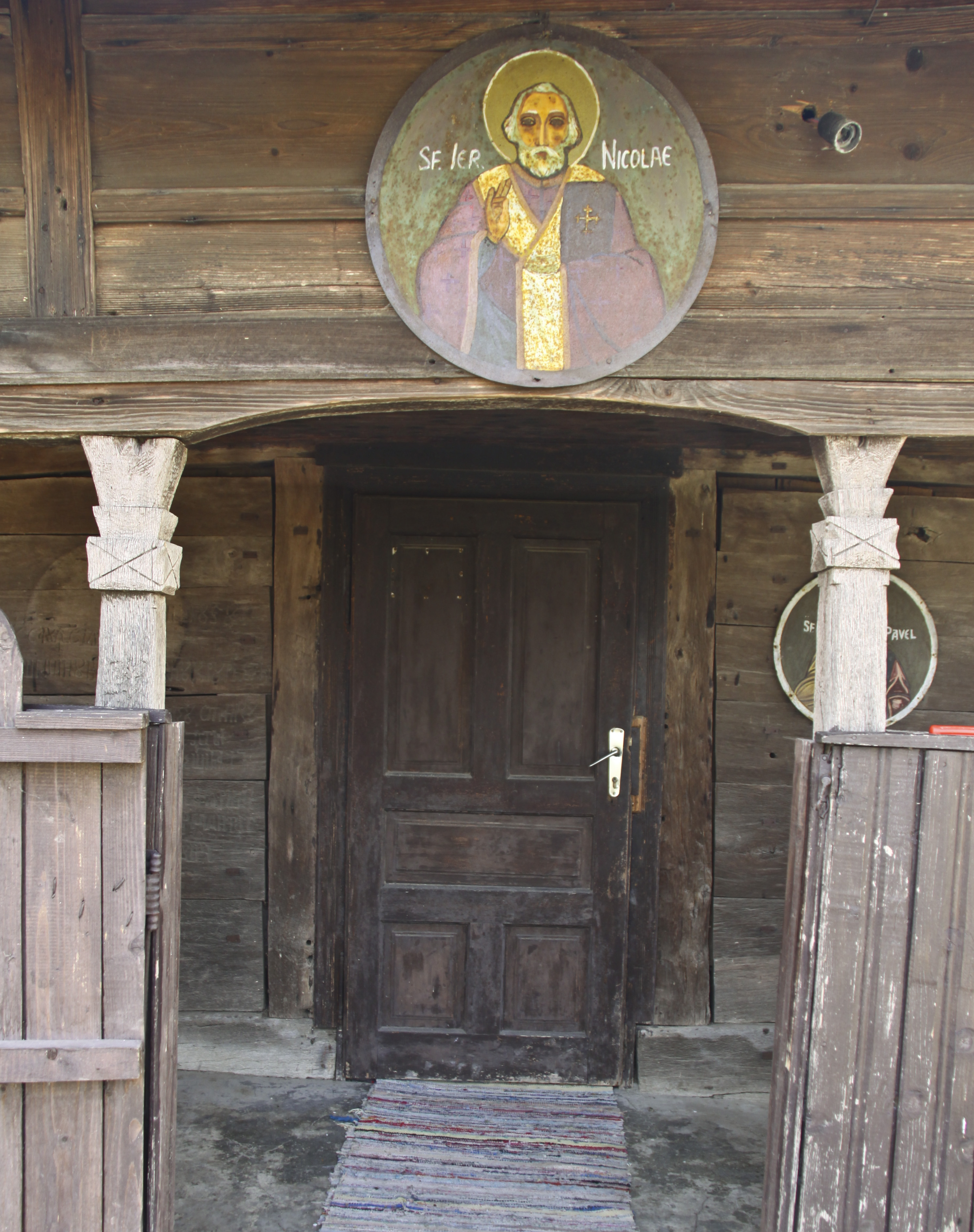
intrare
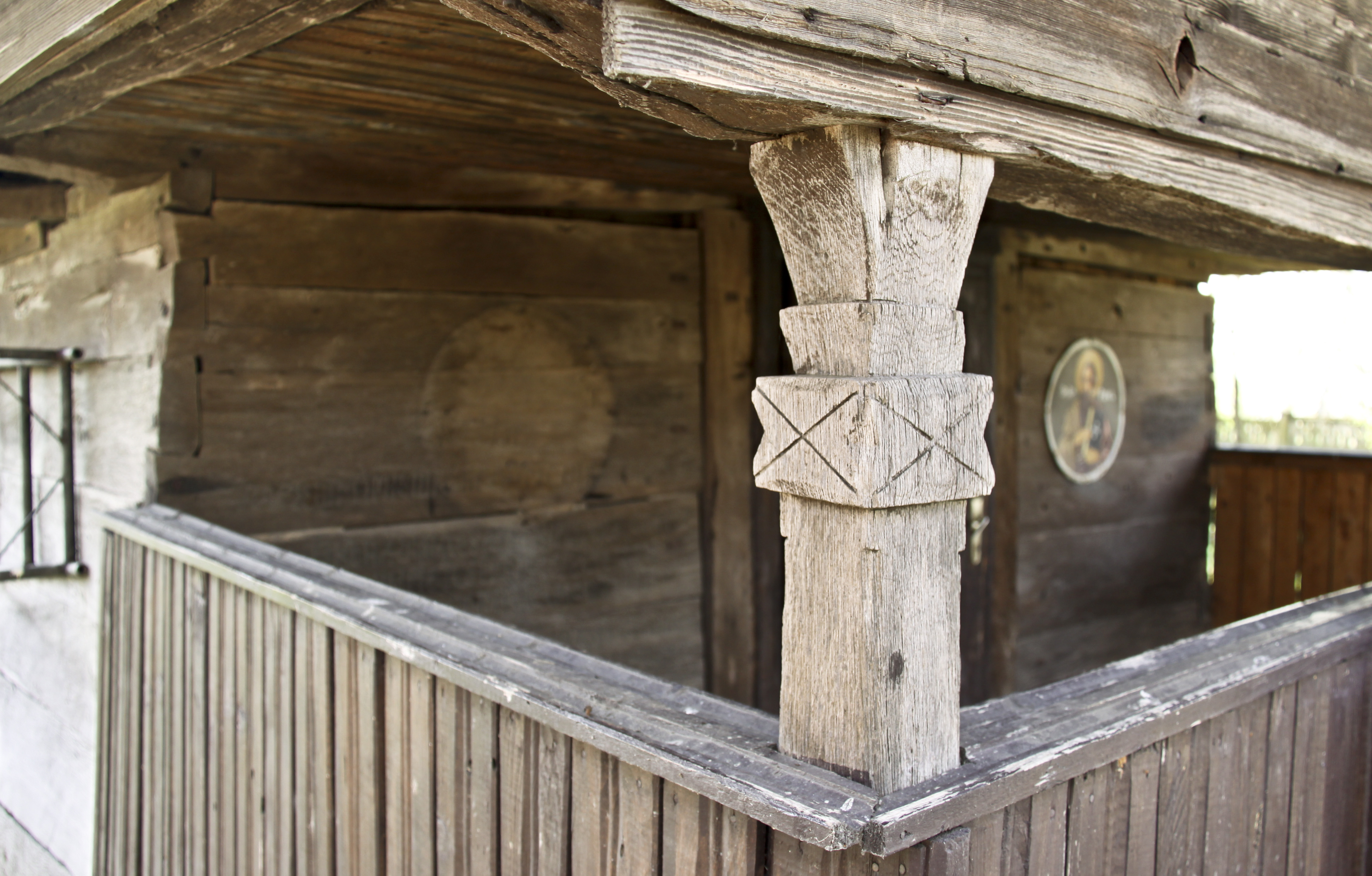
stâlp pridvor
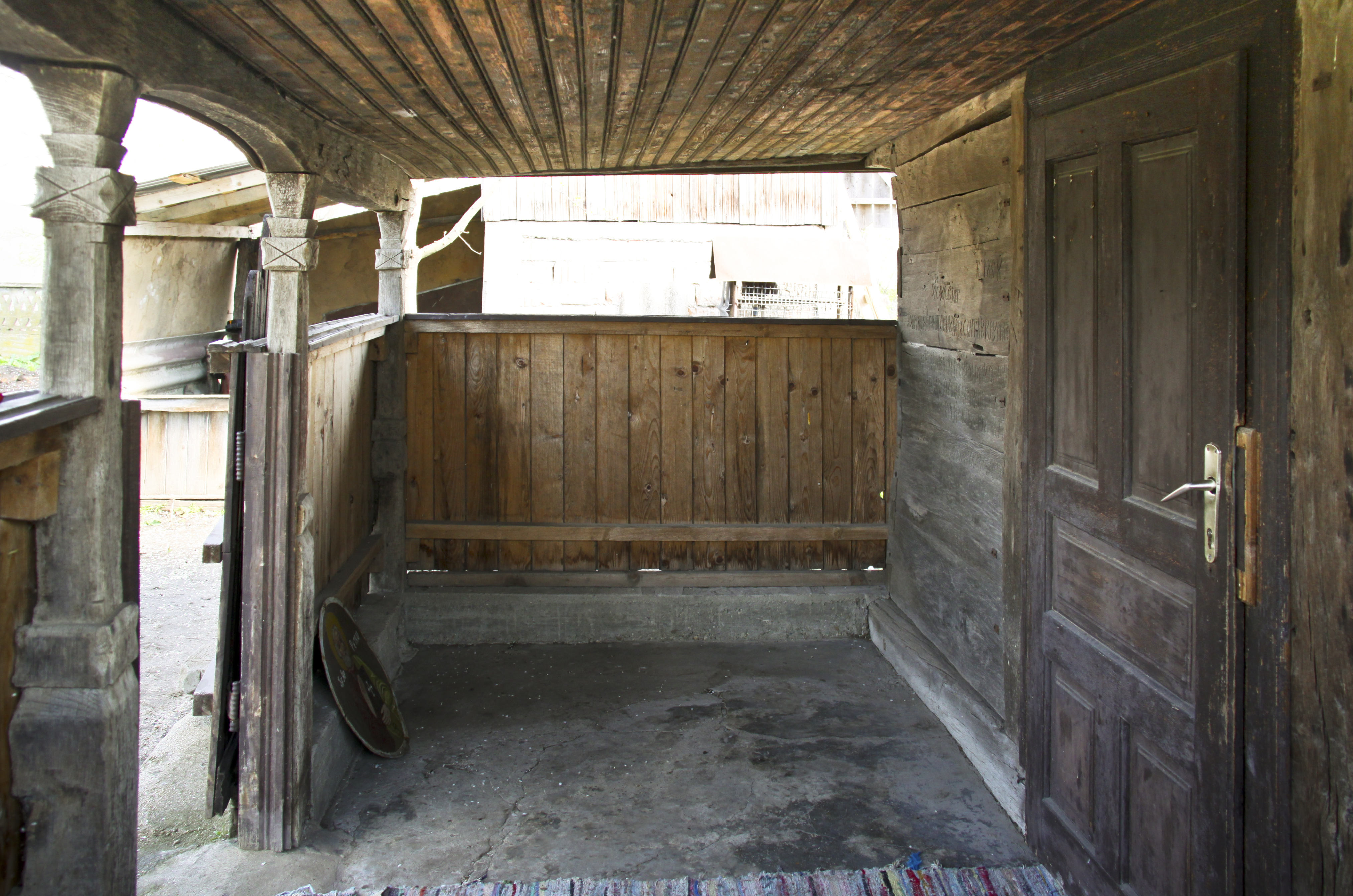
pridvor, spre nord
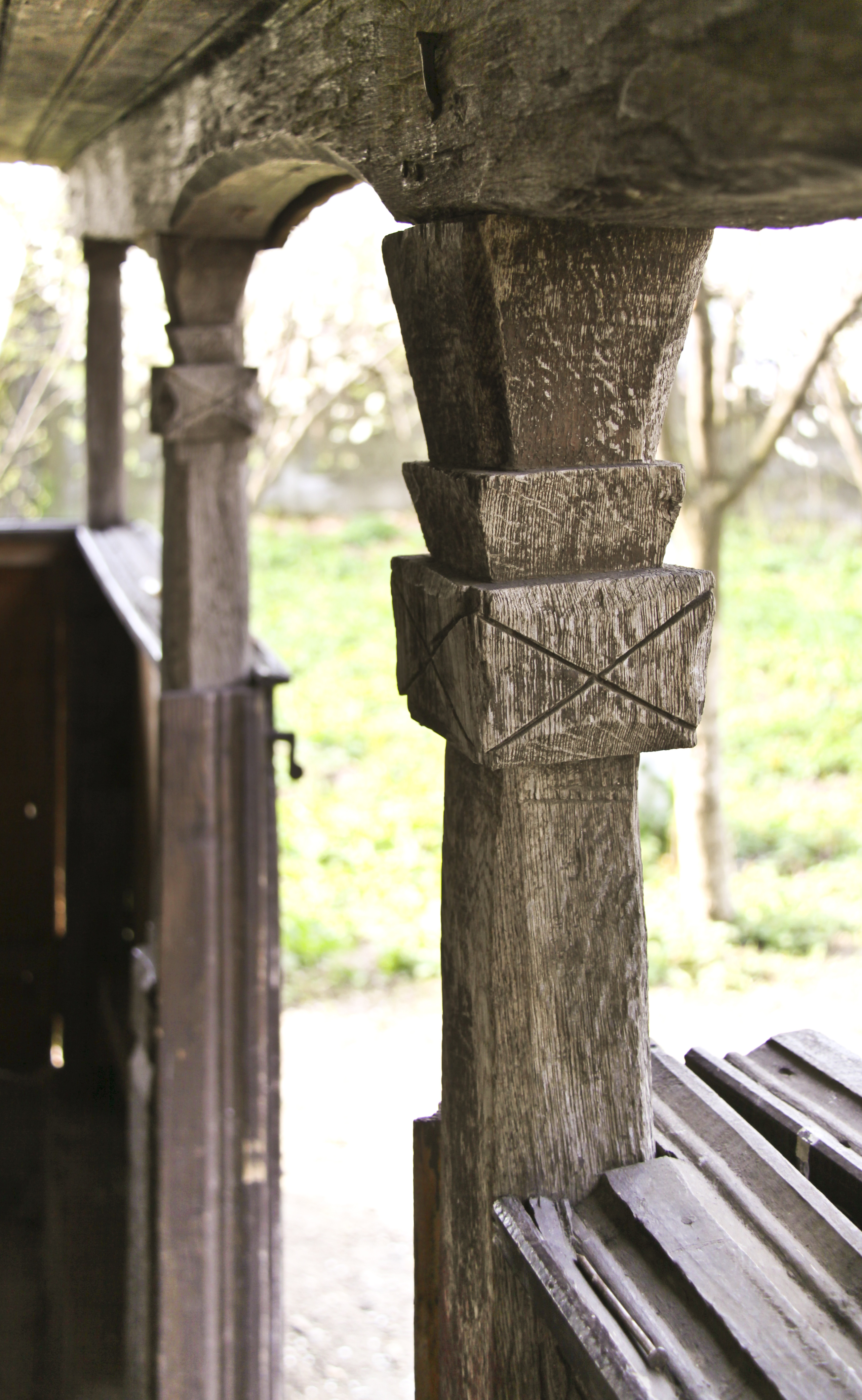
stâlpii pridvorului
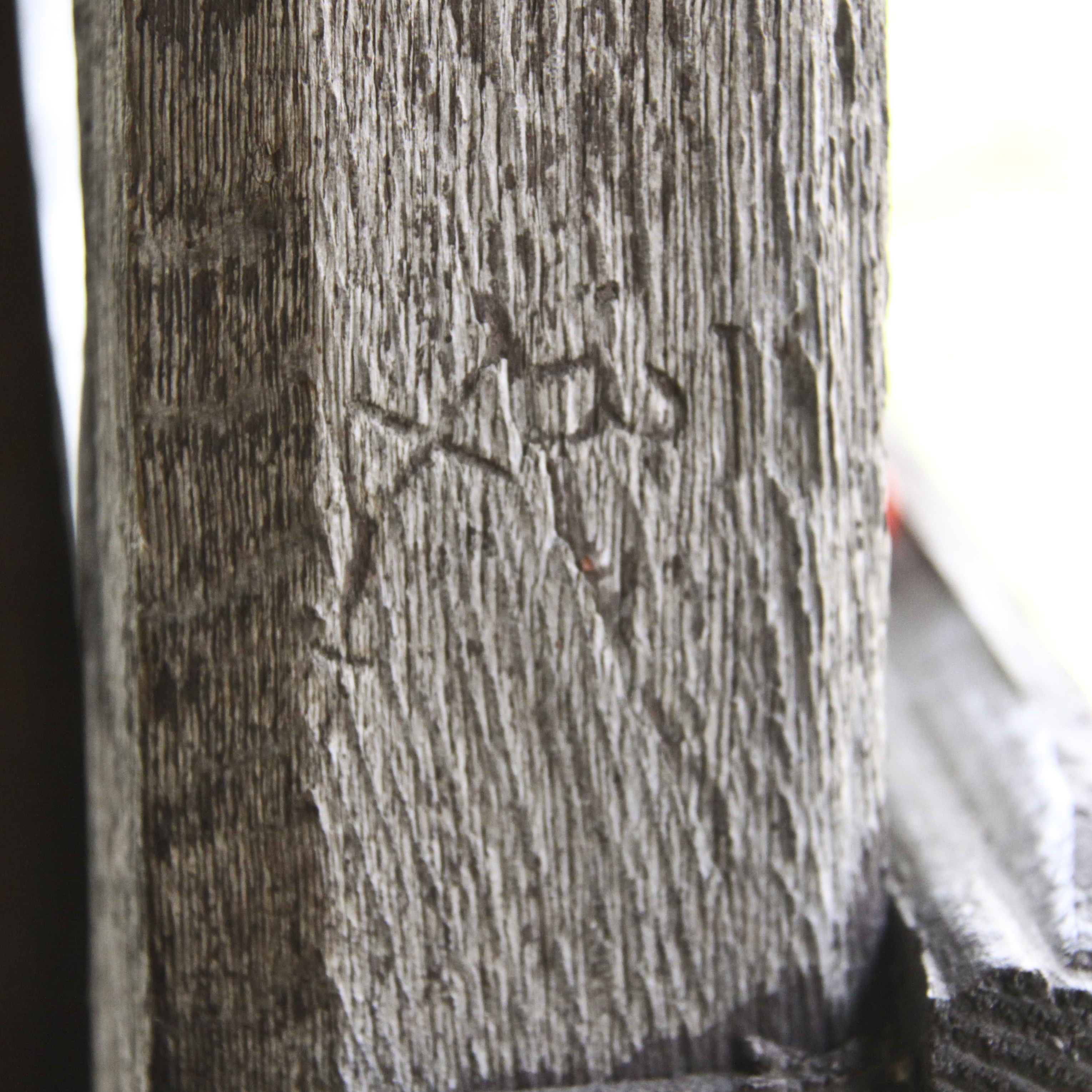
anul 1815 pe stâlpul pridvorului
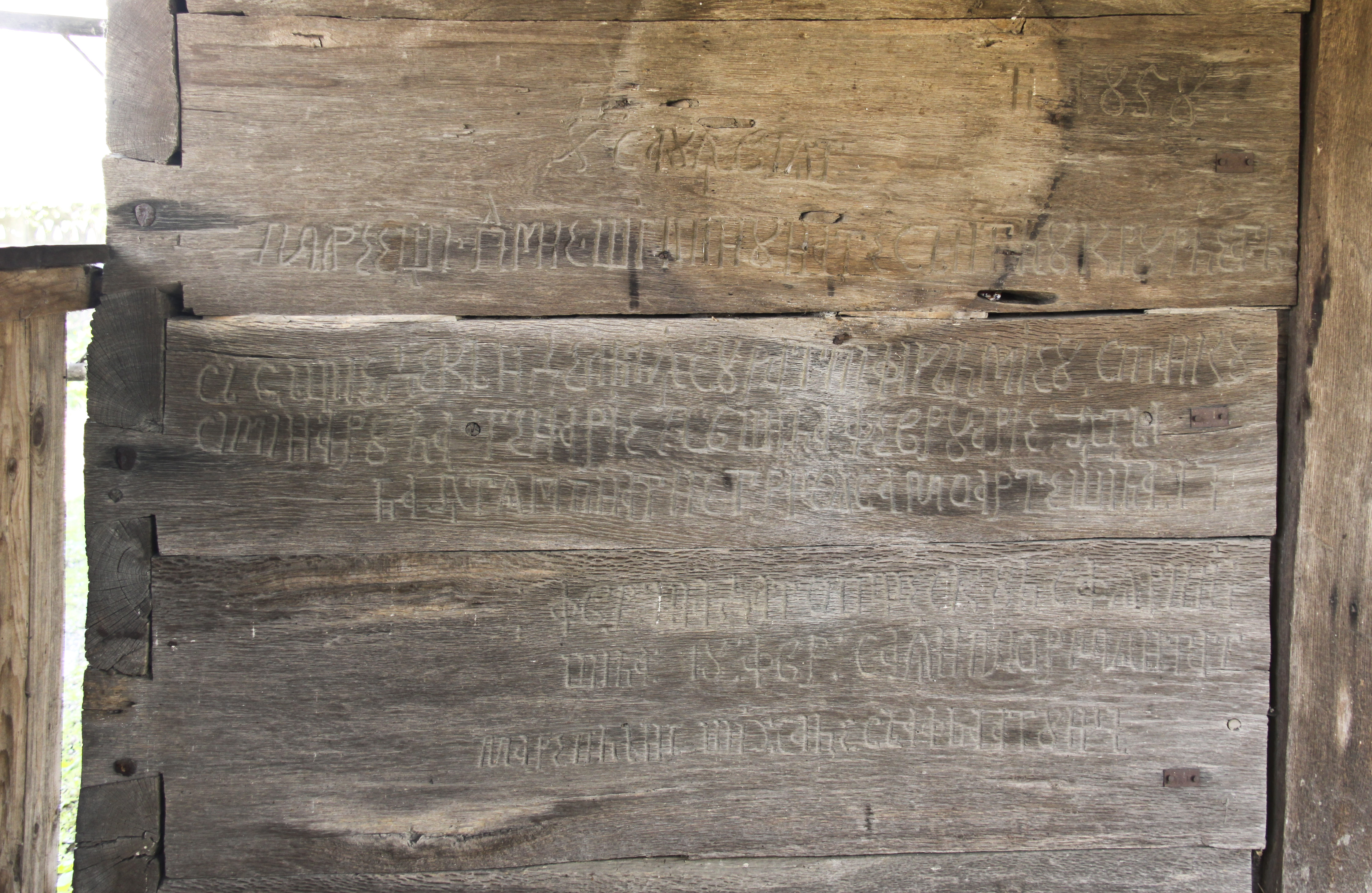
însemnare de la 1858
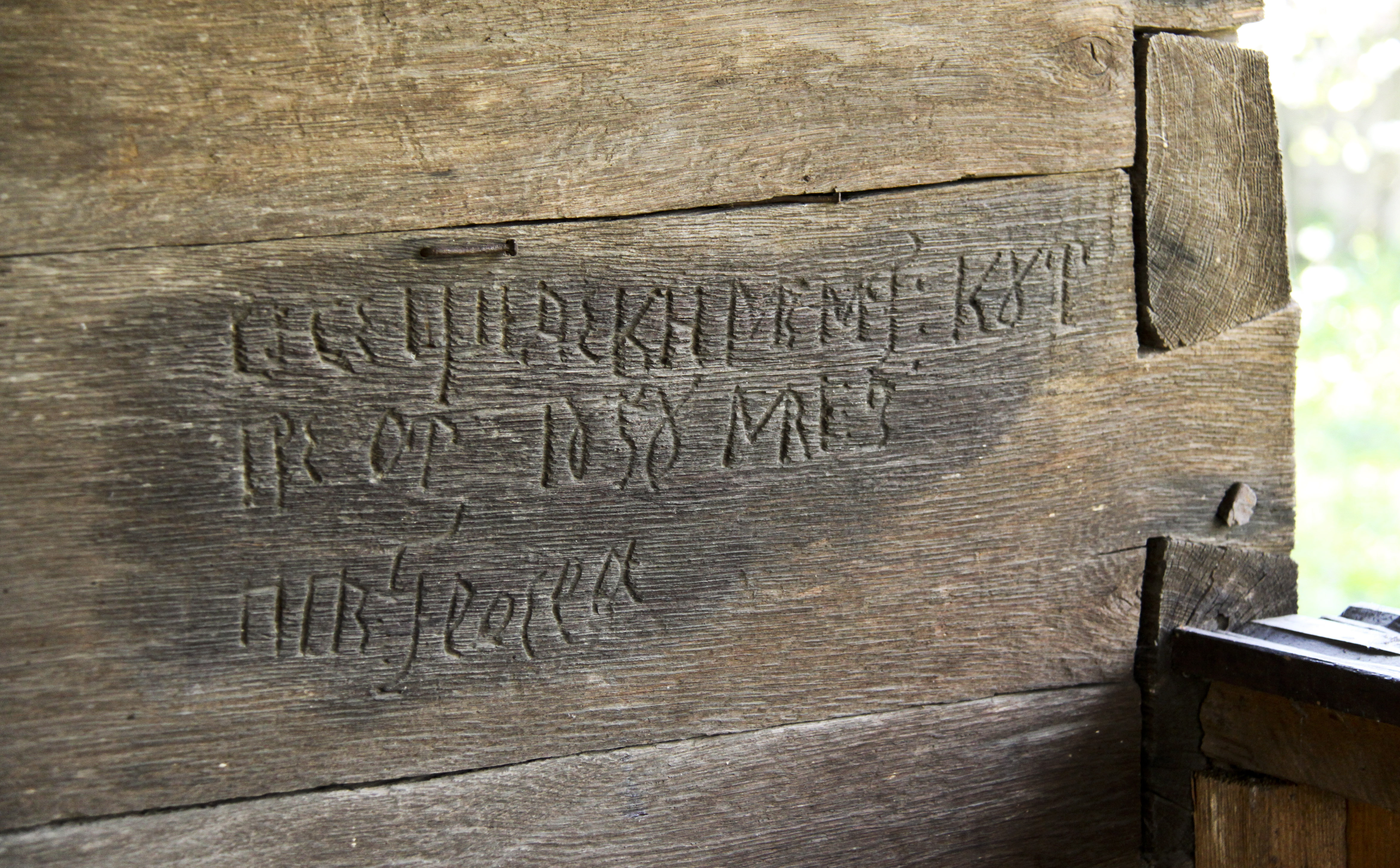
însemnare de la 1858
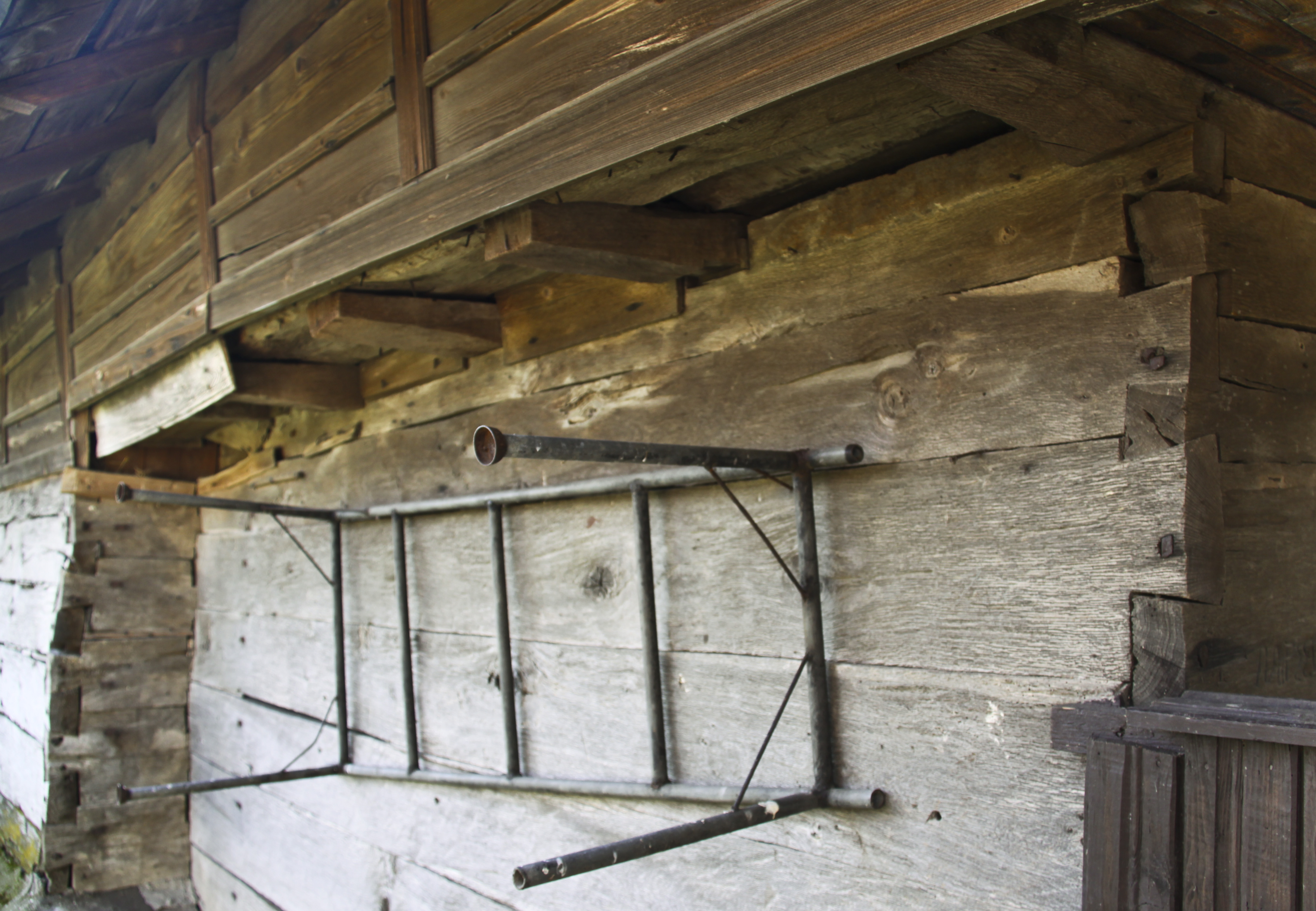
supraînălţarea peretelui
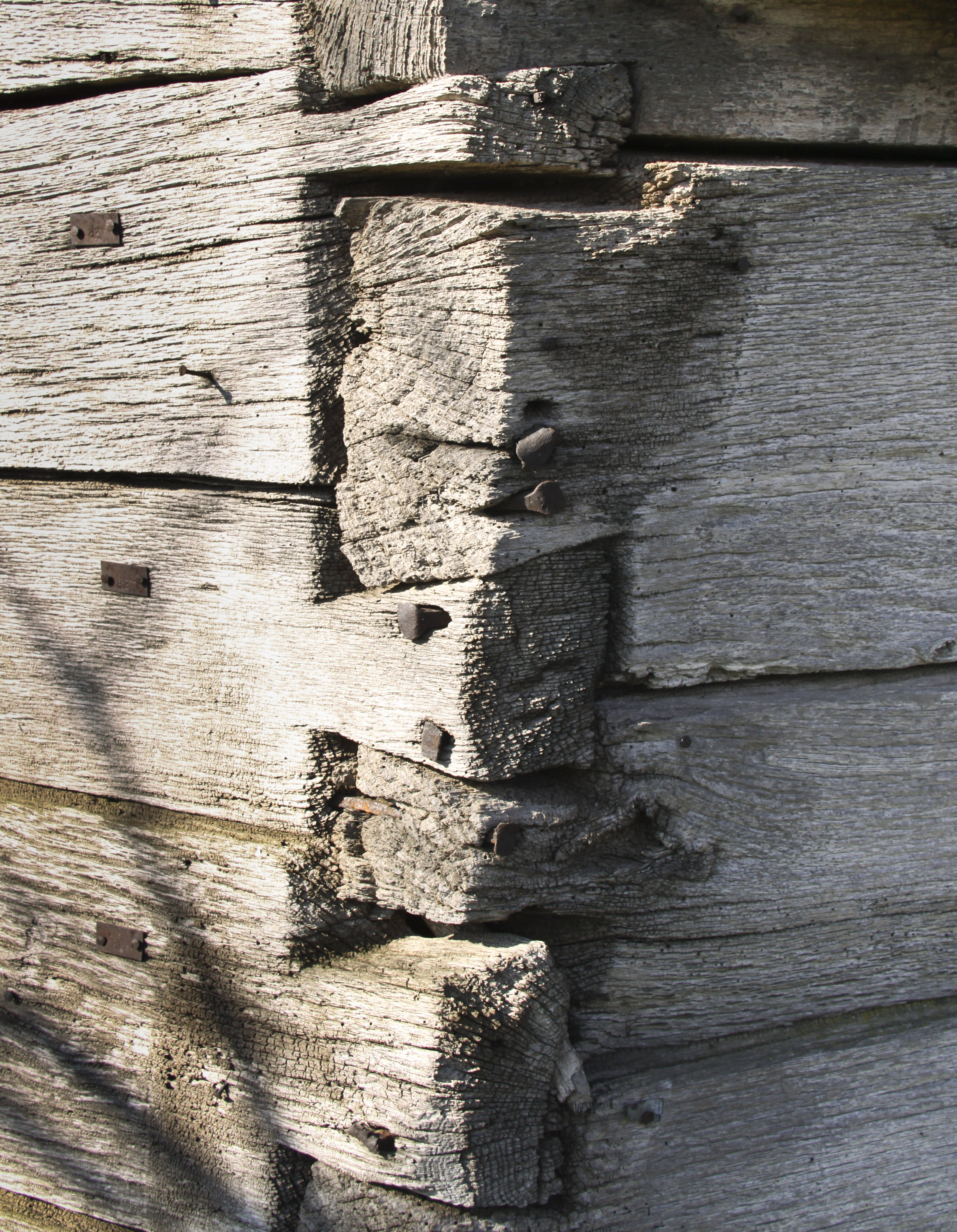
îmbinări la altar
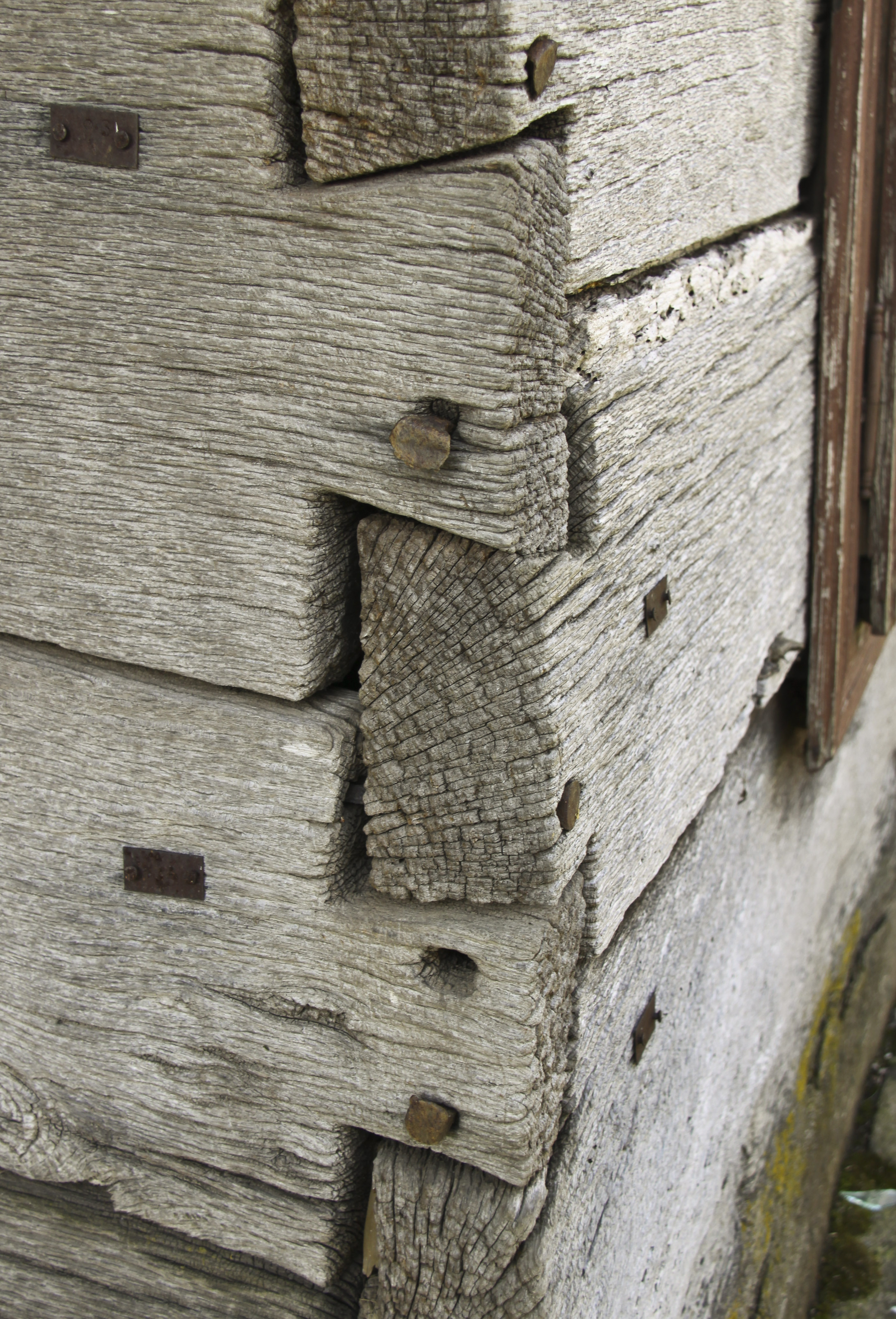
îmbinări la naos
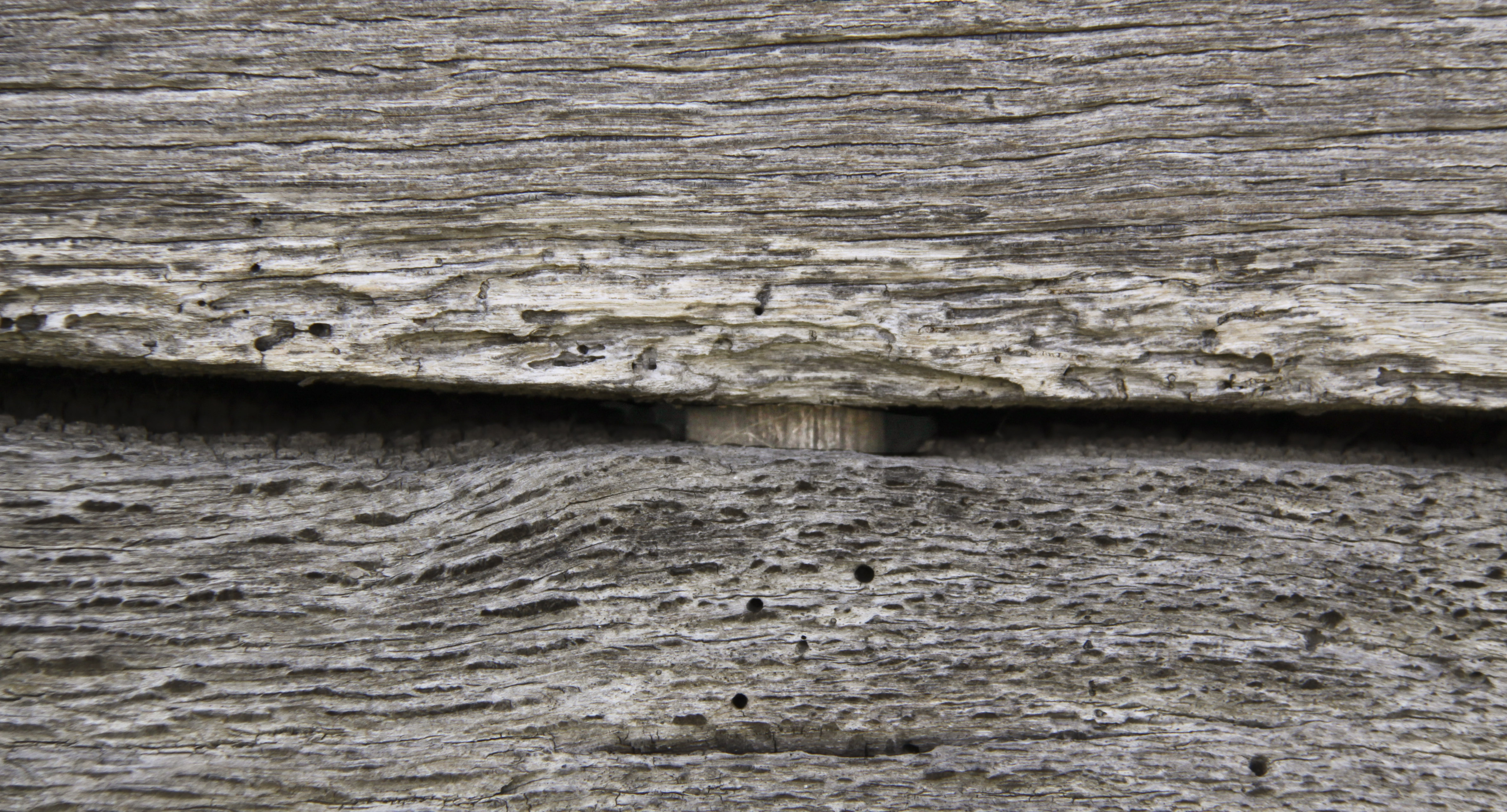
cep de lemn între bârne

## Imagini din interior

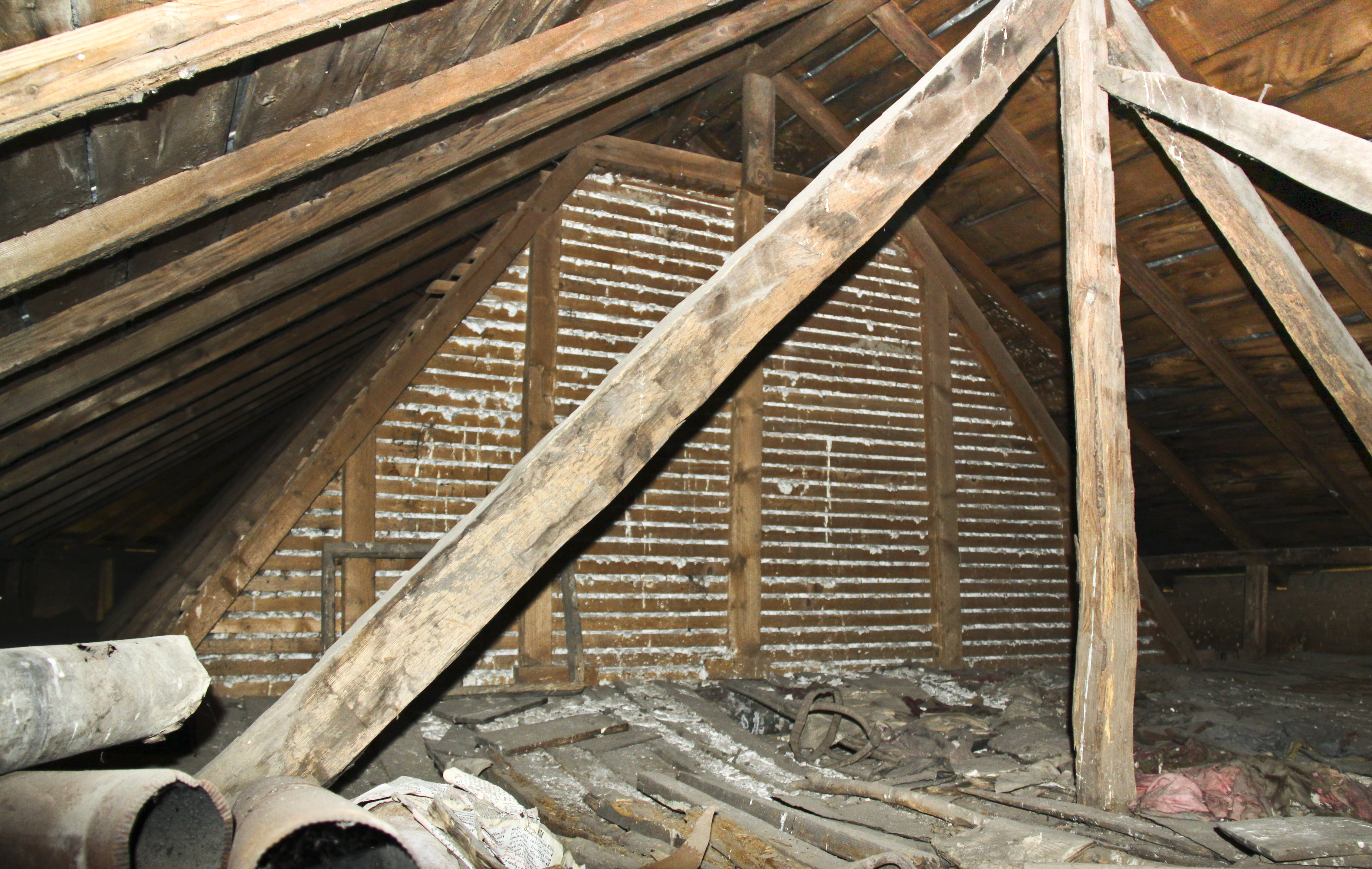
bolta, în pod
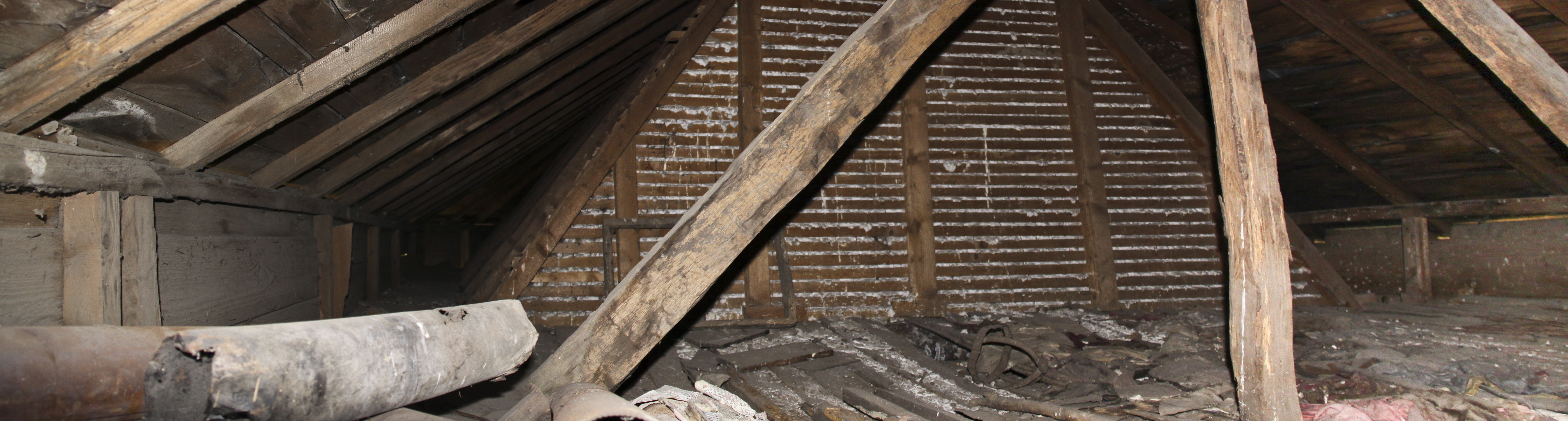
supraînălţarea, în pod
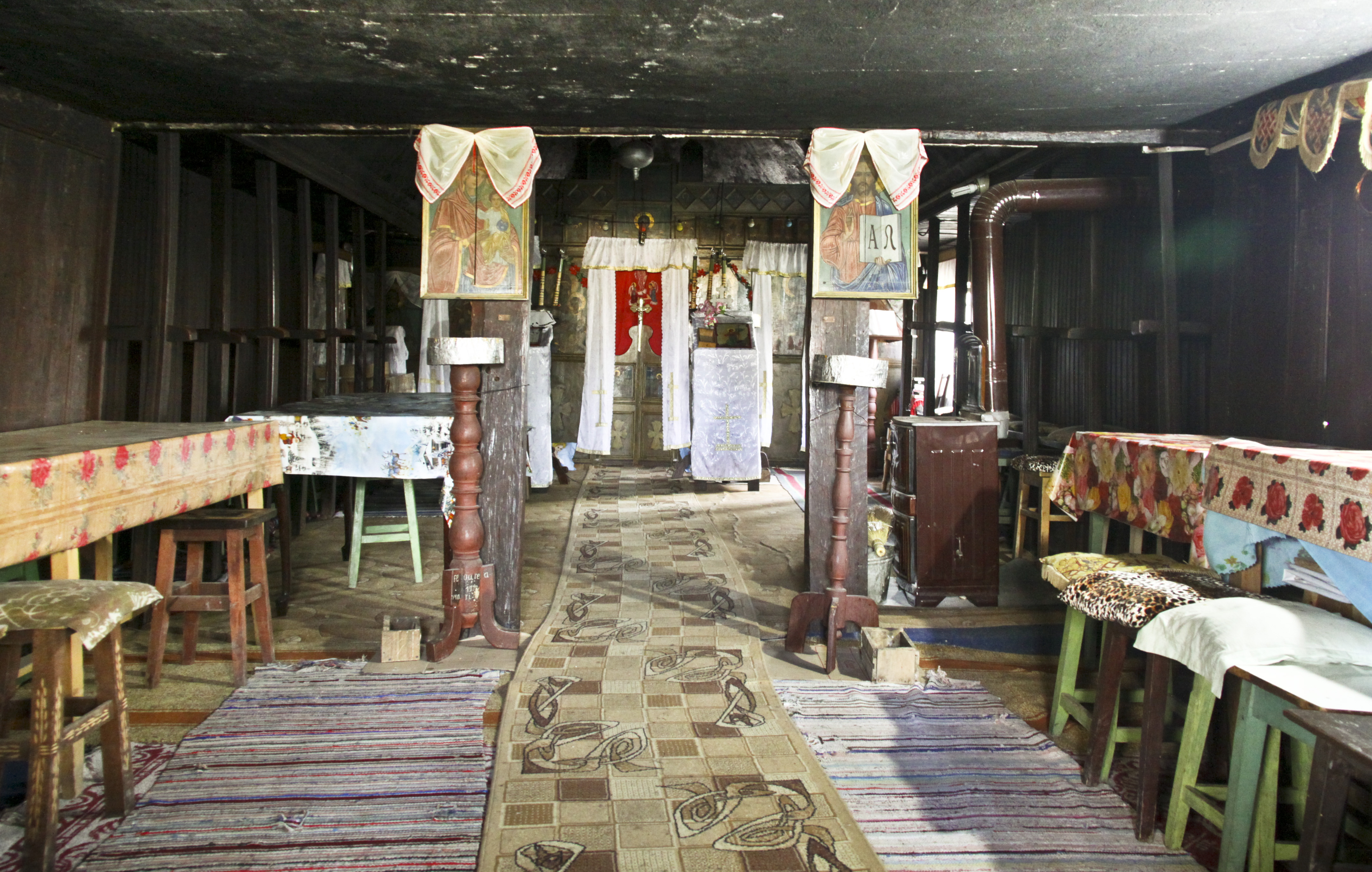
tinda, spre naos
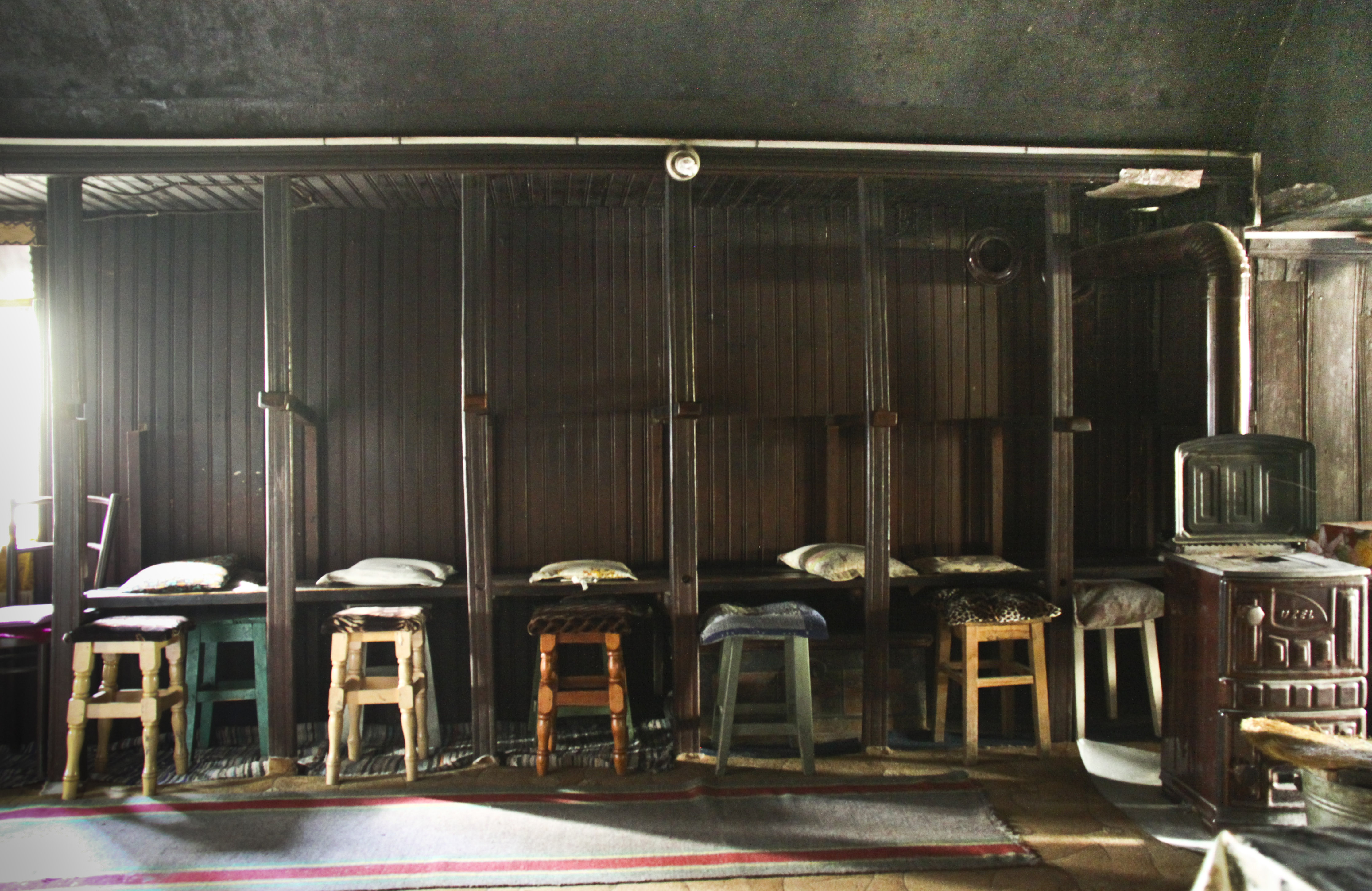
naos, spre sud
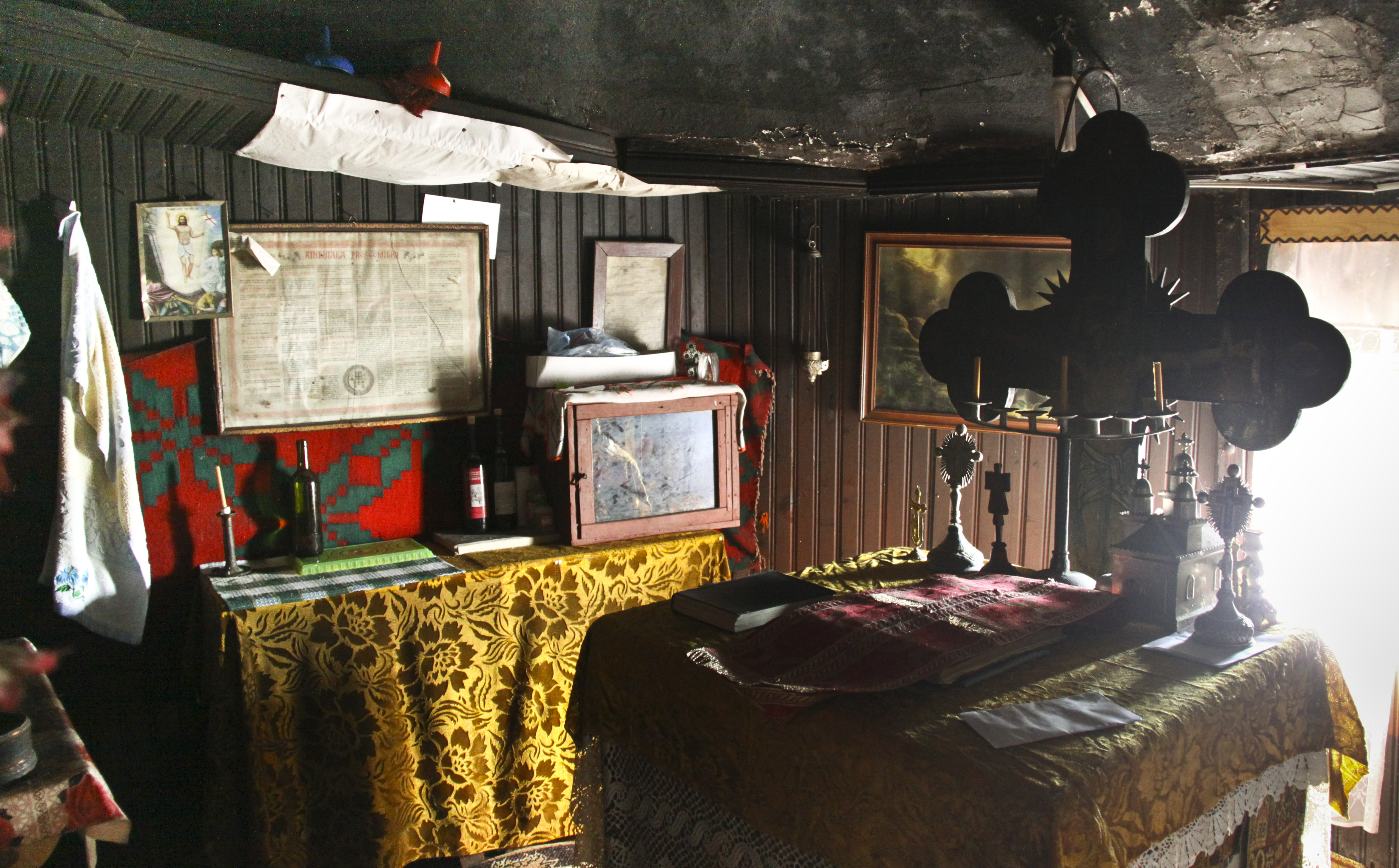
în altar
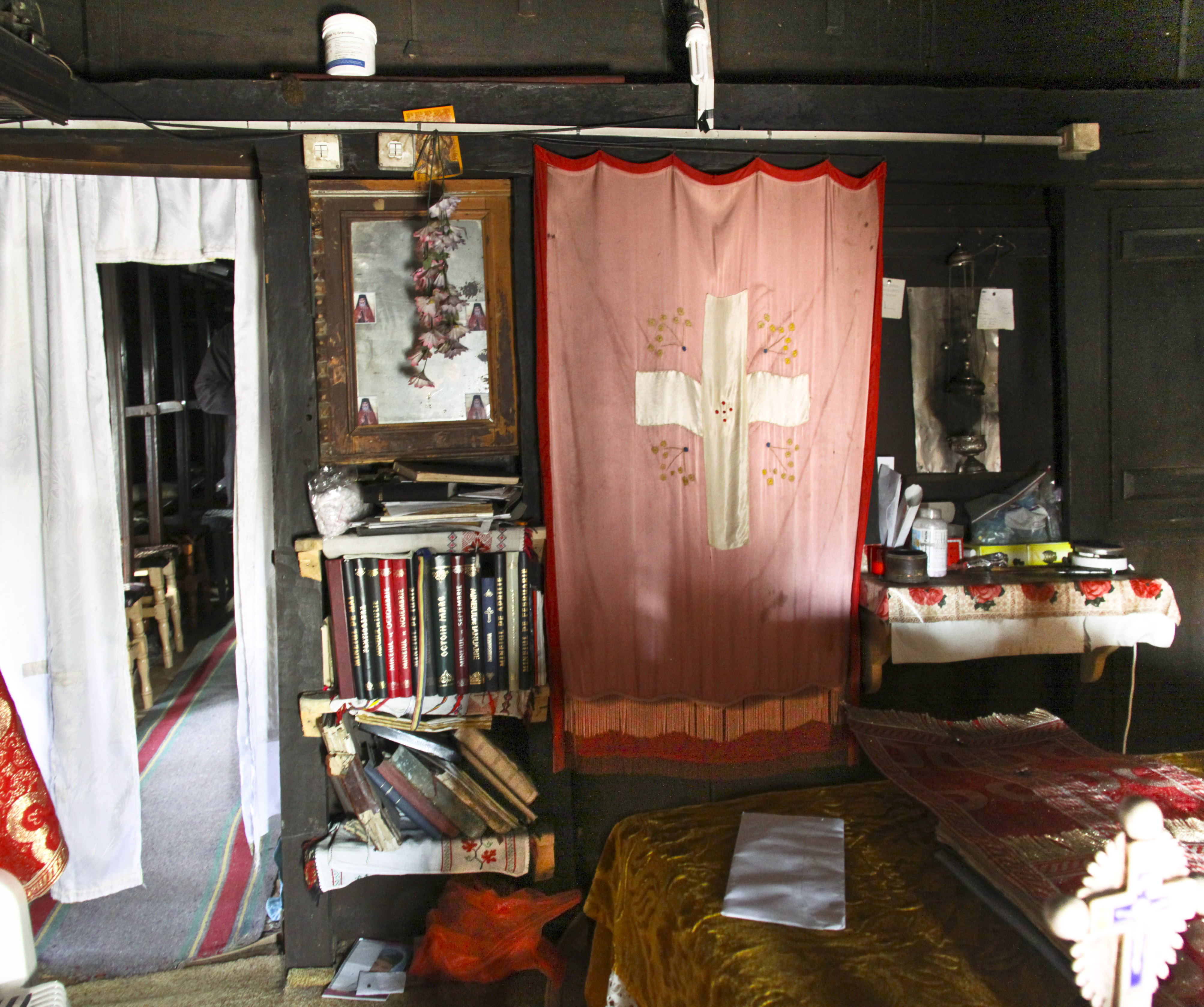
dosul iconostasului
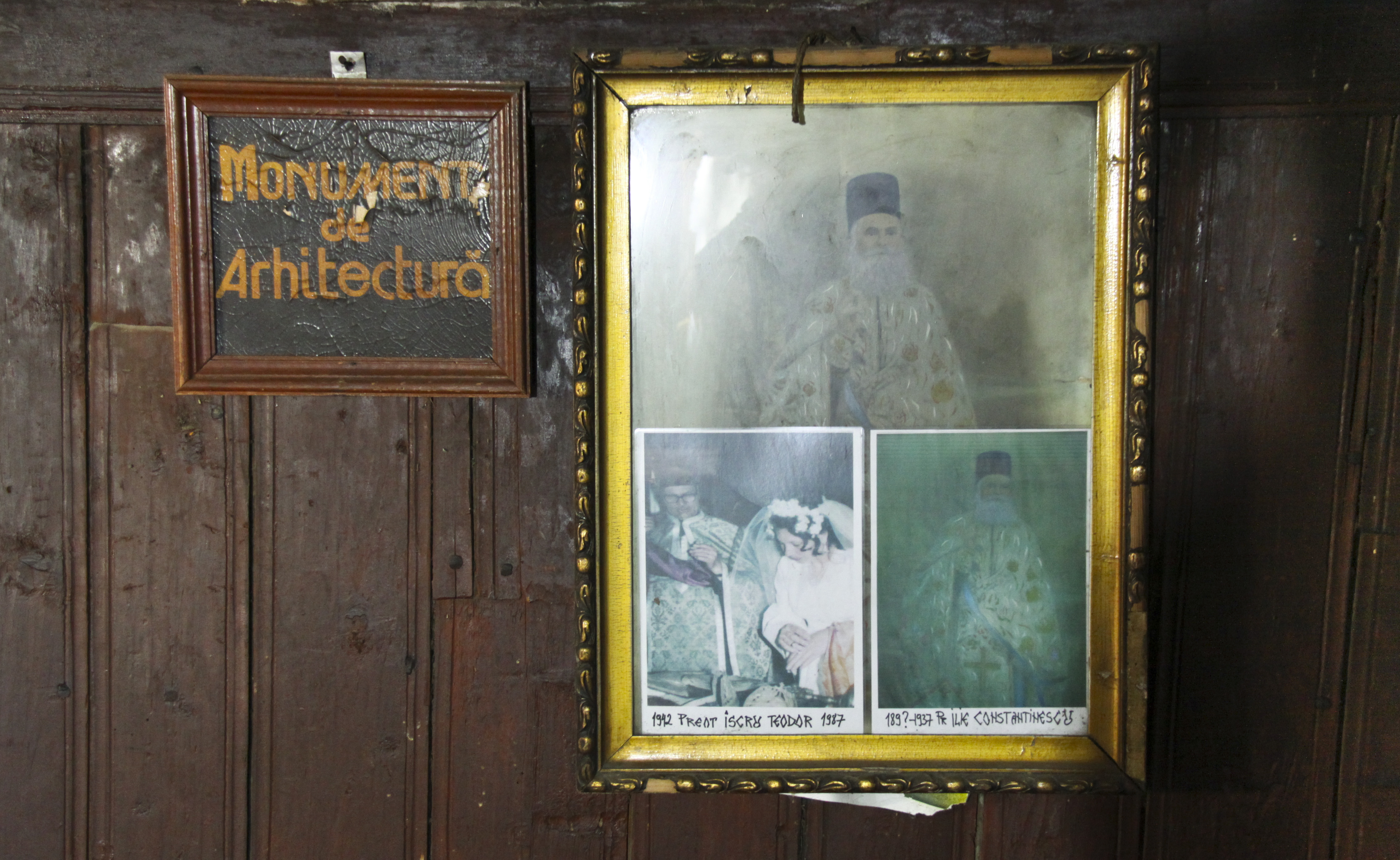
imagini în tindă
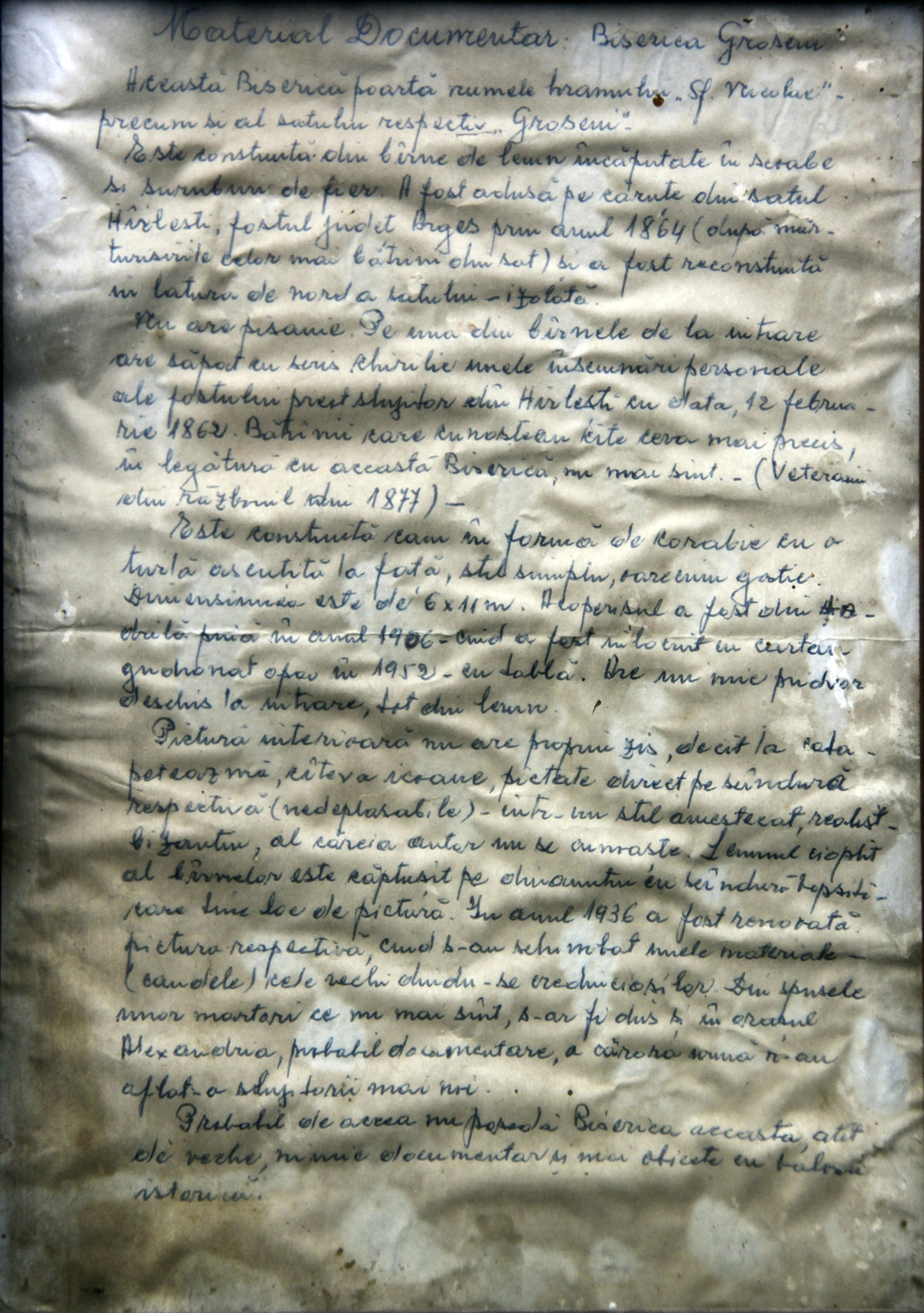
istoricul bisericii

## Imagini din cimitir

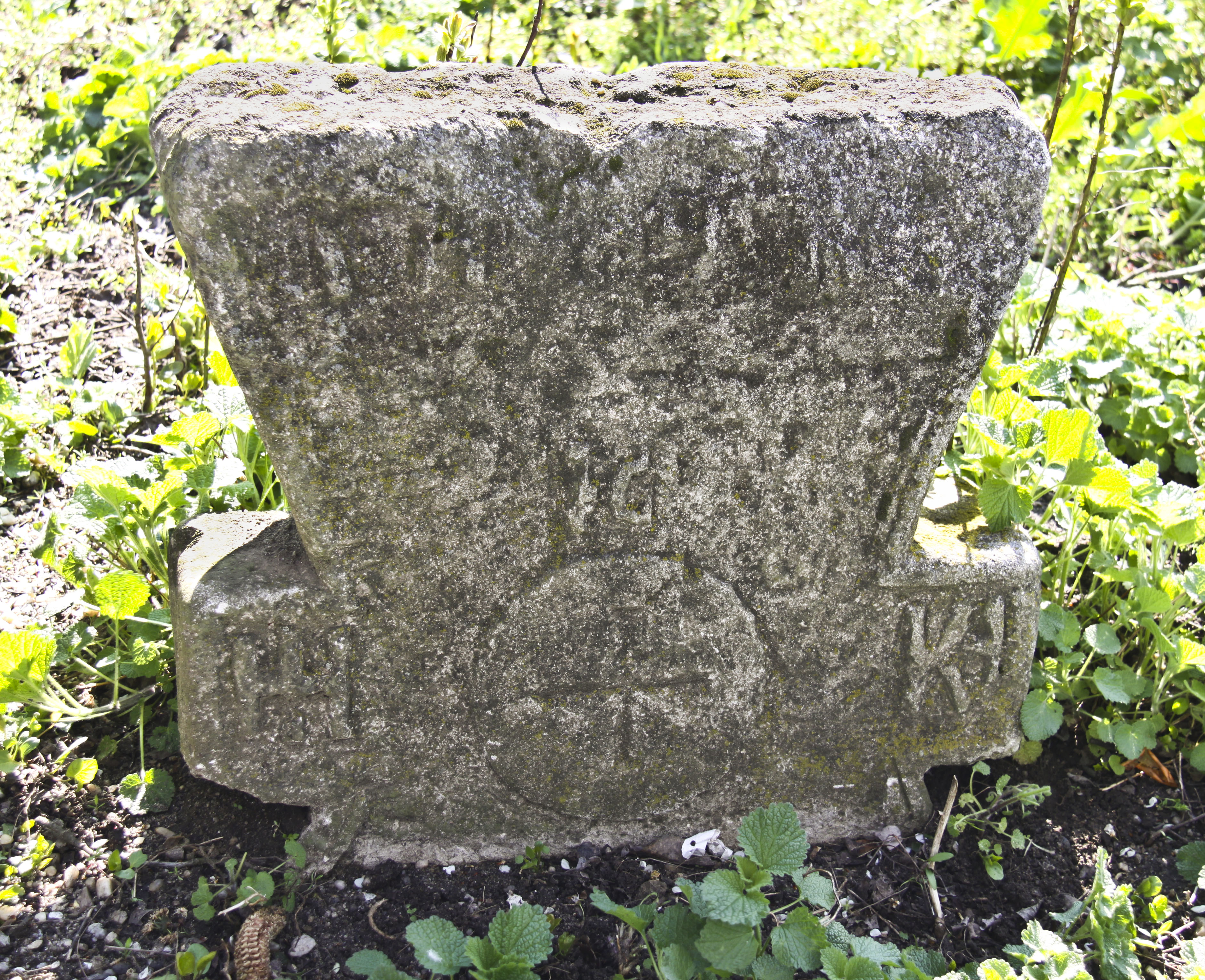
cruce funerară de piatră
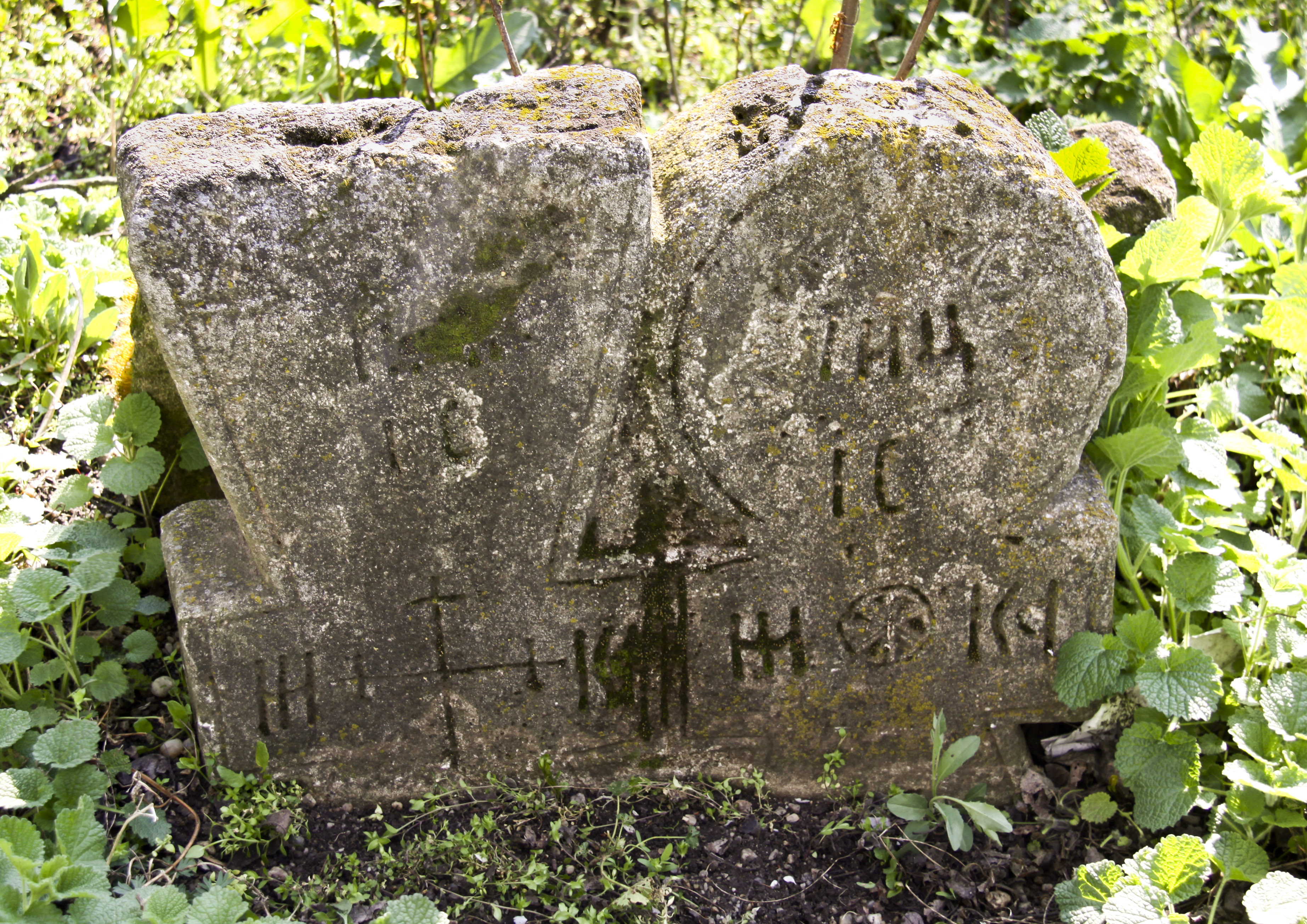
cruci înfrăţite
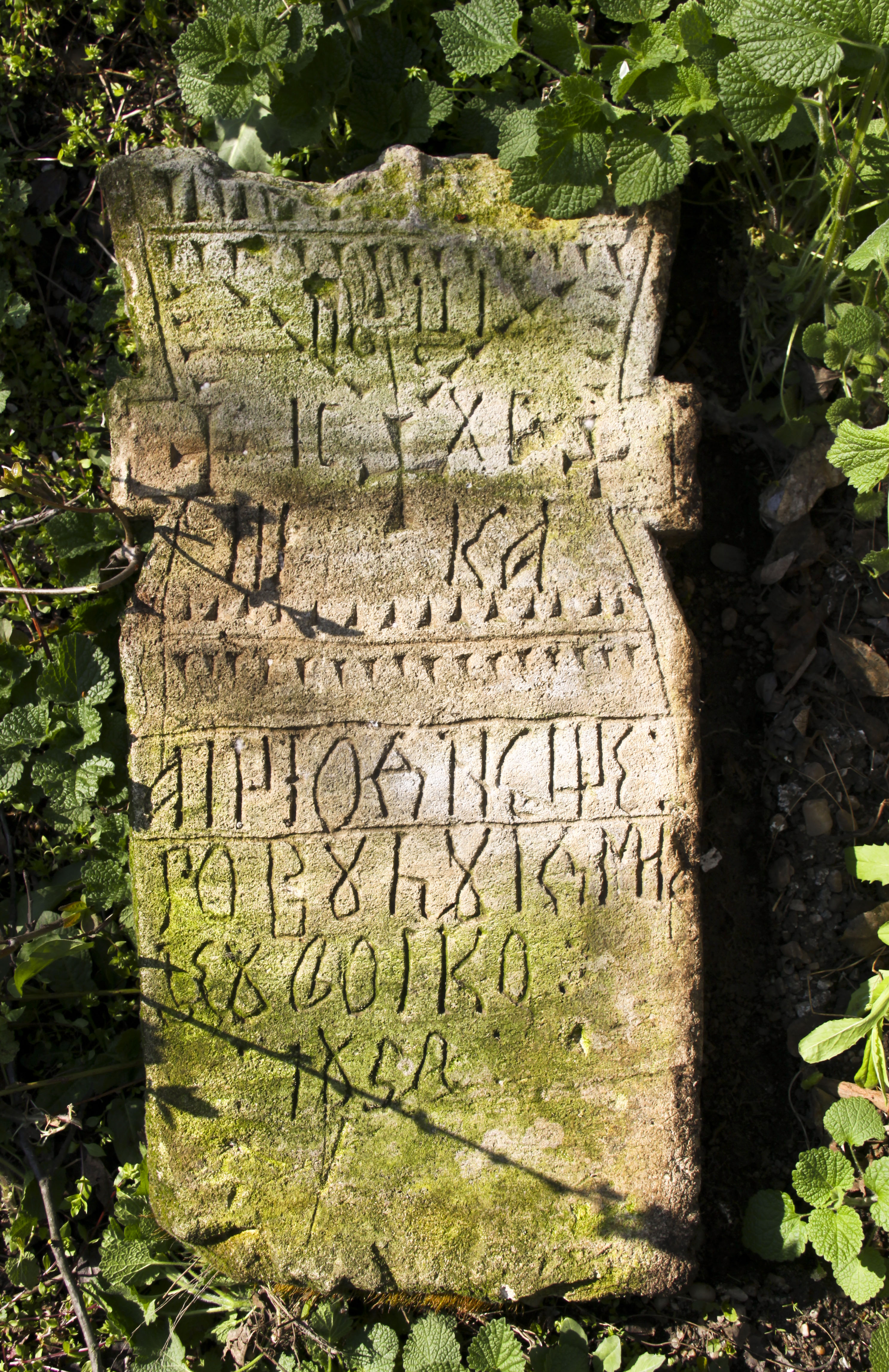
cruce funerară de la 1852